# Personaggi di Jewelpet
Quella che segue è la lista dei personaggi degli anime del franchise di Jewelpet.

## Jewelpet
Ruby (ルビー?, Rubī)
Ruby è una vivace coniglietta bianca, il suo gioiello è il Rubino ed il suo potere è quello del coraggio nelle prime due serie, poi cambia in fortuna. È nata il 29 luglio. È una Jewelpet che non ha molta voglia di studiare o lavorare e che pensa solo a giocare e divertirsi, ama mangiare e proprio come Rinko tende a rimandare fino all'ultimo momento i suoi compiti. I suoi poteri magici sono un disastro e quando li usa finisce per causare solo guai, poiché è al livello acrilico. Supererà una prova proposta da Lady Raku Majo e passerà al livello Vetro, poiché le mancava il coraggio di rinunciare. Alla fine della prima serie verrà allenata da Labra e passerà al livello Super Cristallo e risveglierà Opale per la battaglia finale contro Dian, ma esaurirà i suoi poteri e tornerà al livello Acrilico.
In Jewelpet Twinkle☆ Ruby è presentata più come un tipo di supporto per la protagonista della serie, Akari Sakura: studia infatti magia e vive nel mondo umano insieme a lei.
In Jewelpet Sunshine è una studentessa della Umegumi ("Sezione Prugna") e assume un atteggiamento simile a quello di una tsundere, diversamente dalla serie precedente. 
In Jewelpet Kira☆Deco! può usare il Jewel Pod ed il Jewel Watch.
In Jewelpet Happiness è molto dolce e affezionata a Chiari. Forma una gemma magica nel primo episodio con quest'ultima, ed una seconda nell'episodio 16.
In Jewelpet: Magical Change può trasformarsi in umana assumendo le sembianze di una ragazza dai capelli rossi a caschetto.
Doppiata da Ayaka Saitō (giapponese), Marcella Silvestri (italiano).
Garnet (ガーネット?, Gānetto)
Garnet è una gattina rosa, a volte vanitosa e sempre attenta al suo aspetto fisico. Non tollera gli individui che si trascurano. Il suo compleanno è l’8 gennaio, ama la moda e a volte è in competizione con Riru, ma restano sempre molto amiche.  Simboleggia l'amore e la sua pietra preziosa è il granato.
Nella prima serie è uno dei Jewelcharms dispersi sulla Terra, quando viene risvegliata le viene chiesto da Ruby e Reiko di aiutare Minami a confessare il suo amore; Garnet all'inizio rifiuta ma dopo aver visto la sua cameretta tutta rosa viene corrotta e decide di aiutarla: imparano così ad andare d'accordo.
In Jewelpet Twinkle è la partner di Miria insieme a Sango che hanno incontrato per la prima volta quando era piccola e sentiva la mancanza dei genitori.
In Jewelpet Kira☆Deco! può usare il Jewel Pod ed il Jewel Watch.
In Jewelpet Happiness forma una gemma magica con Chiari nel quinto episodio, quando stringe un legame con lei che la incoraggia a trovare una gemma.
In Jewelpet: Magical Change può trasformarsi in umana ed assumere le sembianze di una ragazza dai lunghi capelli rosa.
Doppiata da Aya Hirano (giapponese), Sabrina Bonfitto (italiano).
Sapphie (サフィー?, Safī)
Sapphie è una Jewelpet Cavalier King Charles Spaniel giallo paglino con le orecchie e gli occhi azzurri. Il suo gioiello è lo Zaffiro. Il suo potere è l'amicizia, è di livello cristallo ed è nella classe magica blu; è gentile e timida, molto studiosa e responsabile. È la migliore amica di Ruby e Garnet. Il suo compleanno è il 1º settembre. Indossa una coroncina formata da fiori blu e rosa e una collana bianca con un ciondolo a forma di chiave di violino.
Nella prima serie ha incontrato Aoi quando, dopo essere stata risvegliata da Rinko e Ruby, ha cercato di aiutarla a trovare delle amiche.
Nella seconda serie è la partner di Sara, incontrata quando era già molto piccola, e cerca di avvicinarla ad altre persone. Nell'episodio 31 cercherà di farle capire l'aiuto che Akari vuole darle con Ruby e Labra.
In Jewelpet Kira☆Deco! può usare il Jewel Pod ed il Jewel Watch.
In Jewelpet Happiness forma una gemma magica con Nene nel terzo episodio, aiutandola nei suoi progetti innovativi.
In Jewelpet: Magical Change può trasformarsi in umana diventando una ragazza dai capelli azzurri raccolti in due codini.
Doppiata da Nozomi Sasaki (giapponese), Giovanna Papandrea (italiano).
Tour (トール?, Tōru)
È un gatto tigrato grigio, sempre a caccia di emozioni forti, anche a rischio della vita. Simboleggia il coraggio e voglia di andare sempre avanti, affrontando qualsiasi difficoltà. La sua pietra è la tormalina.
Doppiato da Junko Takeuchi (giapponese), Patrizia Mottola (italiano).
Diana (ダイアナ?, Daiana)
È una gatta nera a cui piace procurare guai al prossimo per il suo tornaconto. Ama il kamaboko al sesamo, miso e pepe, ma odia le banane. Fa uso della magia nera. Alla fine della serie diventerà buona; pende dalle labbra di suo fratello e farebbe qualunque cosa per lui, ma quando userà una pozione per sedurre Reiko si arrabbierà moltissimo tanto che, nell'episodio 45, disubbidirà a suo fratello, manipolerà King e sfiderà Reiko e Ruby mandando a monte i suoi piani. Lui, nell'episodio 46, la punirà rinchiudendola nella prigione con Reiko: con lei manifesterà i suoi sentimenti e l’aiuterà a salvare il suo stesso fratello, che, nell'episodio 52, perde il controllo per il potere negativo. La sua pietra è il diamante ed il suo potere il fascino.
In Jewelpet Twinkle è la misteriosa partner di Alma e le sta sempre vicina assumendo il ruolo di una specie di antagonista.
In Jewelpet Happiness è la partner di Sachi e durante la gara di atletica le fa acquistare fiducia in sé stessa.
Doppiata da Rumi Shishido (giapponese), Elisabetta Spinelli (italiano).
Dian (ディアン?, Dian)
È il fratello di Diana e può assumere sembianze umane per brevi periodi. Ama stare al caldo e non sopporta il freddo. Fa uso della magia nera e alla fine della serie diventerà buono. La sua pietra è l'ossidiana ed ha il potere della forza e dell’autocontrollo.
In Jewelpet Twinkle è il partner di Leon e gli sta molto vicino.
Doppiato da Jun Fukuyama (giapponese), Renato Novara (italiano).
Rin (リン?, Rin)
È una pappagallina che ha il pallino per gli affari, tuttavia vuole essere pagata per i suoi servizi. Appare per la prima volta nell’episodio 4 della prima serie dove porta con se un abaco; farà successivamente coppia con Raako Menma dopo che l’avrà aiutata a riportare in vita il suo ristorante di famiglia in cambio di una battuta divertente. In Jewelpet Twinkle accompagna Moldavite mentre in Jewelpet Sunshine è in coppia con il principe Kameo. Ha il potere della prosperità economica e la sua pietra è il quarzo giallo.
Doppiata da Mayu Ayakawa (giapponese, Jewelpet, Jewelpet Twinkle☆, Jewelpet Sunshine, Jewelpet Kira☆Deco!) e Akari Harashima (giapponese,  Jewelpet Happiness).
Chite (カイト?, Kaito)
È un cane Terrier sempre pronto ad incoraggiare gli altri con il suo "Oss". La sua pietra è la malachite ed il suo potere è quello di incoraggiare l’attività fisica.
Doppiato da Miyuki Sawashiro (giapponese), Benedetta Ponticelli (italiano).
Prase (プレーズ?, Purēzu)
È una cagnolina erudita e può aiutare le persone che hanno difficoltà a studiare materie scolastiche. La sua pietra è il crisopazio.
Doppiato da Ai Iwamura (giapponese), Laura Brambilla (italiano).
King (キング?, Kingu)
È un Bouledogue Francese di colore rosa. Si scoprirà nell'episodio 35 che prova un sentimento per Lapis, uno dei Jewelpet dispersi, e farà di tutto per liberarla dall'incantesimo di Dian, ma ci riuscirà solo dopo che, dopo essere stato manipolato da Diana nell'episodio 45, perderà la ragione per il dolore che porta dentro di sé da quando è stato obbligato a passare dalla parte di Dian dopo aver perso un Jewel Game per salvare Lapis; sarà proprio Lapis nell'episodio 46, dopo essere stata violentemente colpita da lui, a seguire un consiglio di Reiko e a fargli mangiare una torta cancellando il dolore che porta con sé e lei, dichiarando i suoi sentimenti, verrà liberata dal sortilegio. Nonostante venga continuamente maltrattato da Dian e Diana, dopo essere passato dalla loro parte, resta con loro solo per Lapis, nonostante lei, sotto l'influenza di Dian, lo allontani; dopo averla liberata asseconderà Dian solo per proteggerla. La sua pietra è l'onice nero ed il suo potere è quello della salute.
Doppiato da Hidenobu Kiuchi (giapponese), Patrizio Prata (italiano).
Emerald (ラルド?, Rarudo)
È un panda dal carattere mite e sa suonare tutti gli strumenti musicali, tra cui l'ocarina, il suo strumento preferito. È calmo in tutte le situazioni e rappresenta la felicità nella prima serie. La sua pietra è lo smeraldo.
Doppiato da Mayumi Tsuchiya (giapponese), Federica Valenti (italiano).
Riru (リル?, Riru)
È una maialina e il suo motto è: "L'amore per la bellezza è il mio unico vizio". Il suo nome è la traslitterazione in katakana di "Ryl", che deriva dal nome inglese del berillo rosso, red beryl. Nella versione italiana però non è stata adottata la traslitterazione "Ryl" e viene pronunciato "Riru". Appare per la prima volta nell’episodio 9 della prima stagione dove viene presentata come “Miss Jewel Land” e fa coppia con Megumi. In Jewelpet Twinkle affianca Catherine mentre in Jewelpet Sunshine è un’ammiratrice di Dian. Rappresenta la serenità. La sua pietra è lo smeraldo rosso.
Doppiata da Tomomi Fujita (giapponese), Angela Brusa (italiano).
Peridot (ペリドット?, Peridotto)
Una cagnolina Papillon che adora essere al centro dell'attenzione, infatti non può usare i suoi poteri a meno che non venga incitata da tutti. La sua pietra è il Crisolito ed ha il potere della positività.
Doppiata da Yuki Kaida (giapponese), Angela Brusa (italiano).
Nephrite (ネフライト?, Nefuraito)
Un cagnolino che ama la musica rap ed è un gran ballerino. È adorato da tutti per la sua allegria e semplicità. Parla spesso in inglese e conclude sempre un discorso con “Geroppa!” (ゲロッパ? "alzati!", dall'inglese "get up!"). La sua pietra è la nefrite ed ha il potere del lavoro di squadra nella prima serie; successivamente gli viene attribuito il potere della simpatia.
Doppiato da Megumi Ozaki (giapponese), Gea Riva (italiano).
Flora (フローラ?, Furōra)
Una pecorella gialla con la faccia bianca che prevede il futuro. Ha un carattere molto scanzonato. Finisce sempre le frasi con "Desu", come Milky. La sua pietra è la fluorite ed il suo potere cambia dopo la prima serie diventando quello del rilassamento.
Doppiata da Aki Kanada (giapponese), Laura Brambilla (italiano).
Milky (ミルキィ?, Mirukyi)
È una Chihuahua celeste e rosa che parla il dialetto di Tohoku e finisce sempre le frasi con "Desu", come Flora. La sua pietra è il quarzo latteo ed ha come potere la compassione.
Doppiato da Keiko Utsumi (giapponese, Jewelpet, Jewelpet Sunshine e Jewelpet Kira☆Deco!) e Ayana Taketatsu (giapponese, Jewelpet Twinkle☆), Valentina Pallavicino (italiano).
Kohaku (コハク?, Kohaku)
È un cane giallo di razza Shiba Inu che simboleggia il miglioramento della fortuna economica nella prima stagione, il comando nelle seguenti. Indossa una sciarpa rossa con un fiore d'oro su di essa. Debutta nell’episodio 14 della prima serie dove fa coppia con Aojiso. Nella seconda serie è l’apprendista della Fontana Drago e custodisce il gioiello del drago. In Jewelpet Kira Deco è uno dei Quattro Re Paradisiaci ed usa il suo fascino per farsi ubbidire. In Jewelpet Happiness è un fan di Kousuke Sanada con il quale formerà una gemma magica. La sua pietra è l’ambra.
Doppiato da Junko Minagawa (giapponese), Serena Clerici (italiano).
Luna (ルナ?, Runa)
È una coniglietta di razza Netherland Dwarf rosa e gialla che simboleggia il miglioramento di fascino. Indossa un fiocco blu e una collana a forma di falce di luna blu. La sua pietra è la pietra di luna.
Doppiata da Rumi Shishido (giapponese), Misono (giapponese, stagione 7).
Euclase o Euke (ユーク?, Yūku)
Euke è un Jewelpet detective. È un Beagle marrone e bianco che simboleggia l'intelletto. Indossa un berretto blu e una cravatta blu chiara. La sua pietra è l’euclasio.
Doppiato da Hitomi Yoshida (giapponese), Renata Bertolas (italiano).
Acquamarin (アクア?, Akua)
È un pesce pagliaccio che simboleggia la calma e indossa una catena di gioielli blu sulla testa. La sua pietra è l'acquamarina. Oltre ad essere un tipo calmo, dà in escandescenze ogni volta che qualcuno si rivolge a lui chiamandolo "pesce rosso".
Doppiata da Yakkun Sakurazuka (giapponese, Jewelpet e Jewelpet Twinkle☆) e Kōsuke Okano (giapponese, Jewelpet Sunshine e Jewelpet Kira☆Deco!), Federico Zanandrea (italiano).
Kya (カイヤ?, Kaiya)
È una gatta Siamese marrone e beige che simboleggia l'indipendenza. Indossa una tiara e una collana a forma di rosa blu. La sua pietra è la cianite.
Doppiata da Kanako Sakai (giapponese), Dania Cericola (italiano).
Opale (オパール?, Opāru)
Uno dei più potenti Jewelpet, è un unicorno femmina alato blu con criniera e coda viola ed un corno giallo che simboleggia il risveglio e i miracoli. Indossa anche stringhe di perline multicolori sulle sue ali. La sua pietra è l'opale.
Doppiata da Miyuki Sawashiro (giapponese), Jasmine Laurenti (italiano).
Titana (チターナ?, Chitāna)
È uno scoiattolo striato marrone che simboleggia l'equilibrio nella prima stagione, la fortuna nel lavoro nelle seguenti. Indossa un berretto blu e una collana gialla e arancio a forma di fiore. Compare per la prima volta nell’episodio 29 della prima serie dove è il Jewelpet più veloce di tutti, nonché studente d’onore della scuola di Jewel Land e compagno di Kuranosuke. In Jewelpet Twinkle è in coppia con Nicola e sottovaluta di continuo Akari e Ruby. In Jewelpet Sunshine è un ammiratore di Kanon mentre in Jewelpet Kira Deco è un maestro di arti marziali. In Jewelpet Happiness è un Jewelpet Comico di scarso successo. La sua pietra è la titanite.
Doppiato da Erika (giapponese), Giuliana Atepi (italiano).
Sango (サンゴ?, Sango)
È una gatta gialla e marrone che simboleggia la fortuna nella prima serie, la protezione nelle seguenti. Indossa un fiocco rosso e bianco e una collana a forma di fragola. Compare per la prima volta nell’episodio 31 della prima serie e le piace la ginnastica artistica; diviene poi la compagna di Lyrica Himeno. In Jewelpet Twinkle le piacciono i dolci ed è in coppia con Miria e Garnet, con la quale condivide una cotta per Dian. In Jewelpet Sunshine è una studentessa della “Sezione Rosa” ed è innamorata di Jasper. In Jewelpet Kira Deco ha il ruolo minore di narratrice. In Jewelpet Happiness è un’infermiera facente parte del trio GoKuRo-san. In Jewelpet Magical Change lavora come pasticciera nel Jewel Mall ed è uno dei pochi Jewelpet a raggiungere la forma umana trasformandosi in una ragazza dai capelli corti e biondi. La sua pietra è il corallo.
Doppiata da Rei Sakai (giapponese, Jewelpet) e Ai Shimizu (giapponese, Jewelpet Twinkle☆, Jewelpet Sunshine, Jewelpet Kira☆Deco!, Eiga Jewelpet - Sweets Dance Princess, Jewelpet Happiness e Jewelpet: Magical Change).
Tata (タータ?, Tāta)
È una scimmia scoiattolo maschio che simboleggia il coraggio come Ruby. Indossa una cravatta nera. La sua pietra è il turchese.
Doppiato da Junko Takeuchi (giapponese), Patrizia Scianca (italiano).
Labra (ラブラ?, Rabura)
È una cucciola d'orso, bianca e rosa con le zampe blu e le orecchie a forma di cuore. Simboleggia la furbizia nella prima serie, il potere nascosto nelle seguenti. Indossa una collana a forma di Saturno, pianeta inanellato. La sua personalità cambia di serie in serie. È sempre allegra e vivace, è molto affettuosa e vuole sempre ottenere ciò che vuole a tutti i costi. Labra a volte litiga con la sua amica Rosa. La sua pietra è la labradorite.
Doppiata da Miyuki Sawashiro (giapponese) Tiziana Martello (italiano).
Jasper (ジャスパー?, Jasupā)
È un ghepardo che simboleggia l'onestà. Indossa una collana rossa con un diamante. La pietra è il diaspro.
Doppiato da Kenn (giapponese).
Charotte (チャロット?, Charotto)
È un'ape femmina gialla a strisce nere che simboleggia l'eliminazione della confusione e il coraggio. Indossa un fiocco di cristallo viola sul suo capo ed una collana viola a forma di fiore. La sua pietra è la chaorite.
Doppiata da MAKO (giapponese).
Angela (エンジェラ?, Enjera)
Angela è un alpaca femmina, il suo gioiello è l'anidrite o angelite e il suo potere è il conforto. È molto disponibile e simpatica, si sente incompleta senza i suoi fiori ed ama essere accarezzata. È molto legata a Rosa e a Labra e farebbe di tutto per loro. Ha una folta pelliccia rosa, che tutti amano accarezzare, con il muso, le zampe e le orecchie bianche e delle ciglia che puntano quasi in giù; indossa tre fiori su ogni orecchio ed una collana con un fiore blu a petali bianchi adorno di due ali da angelo.
In Jewelpet Happiness è la partner di Takumi con cui forma una gemma nell'episodio 7 provando a farci amicizia e una secondaria sempre con lui nell'episodio 27.
Doppiata da Aki Toyosaki (giapponese).
Rosa (ローサ?, Rōsa)
Rosa è una tenera cucciola di orso bruno, il suo gioiello è la rodocrosite] e il suo potere è la passione. È simpatica e dolce ma un po' timida. È molto legata ad Angela, come Labra, con cui a volte litiga trovando però sempre concilio, inoltre sostiene di avere un vecchio amico orso bruno che si chiama Yanma. È rosa pallido con le orecchie interne a forma di cuore e la coda rosa-violetto. Indossa un grosso fiocco azzurro con una riga gialla e un cuoricino rosso al centro, al collo ha una collana di perle gialla con un ciondolo a forma di mela.
In Jewelpet Happiness è la partner di Ryoko con cui forma una gemma nell'episodio 8 quando la aiuta per le elezioni Jewelpet e una secondaria nel 24 con Arisa-sensei.
Doppiata da Ai Kayano (giapponese).
Granite (グラナイト?, Guranaito)
È il personaggio umano della terza serie, Mikage Shiraishi, trasformato in Jewelpet. Granite è un leone bianco con una criniera grigia e le orecchie blu che simboleggia la sicurezza e il coraggio. Indossa una collana blu. La sua pietra è il granito.
Doppiato da Atsushi Tamaru (giapponese).
Nik (ニック?, Nikku)
È il primo membro dei Jewelpet Eight. È un furetto viola con la coda nera che simboleggia la riconciliazione. Indossa una sciarpa blu con una stella arancione su di essa. Debutta nell’episodio 33 della prima stagione dove è il primo ad essere infettato dalla magia nera di Diana; verrà purificato poi da Reiko tramite i Jewel Games. In Jewelpet Twinkle appare con un compagno senza nome ed ha una cotta per Garnet, Sapphie e Prase. Appare poi in Jewelpet Sunshine come ospite di Kaiya. In Jewelpet Kira Deco è un membro del Triangolo NEET assieme a Chite e Yuku e desideri essere notato dalle persone. La sua pietra è la sardonica.
Doppiato da Yūichi Iguchi (giapponese), Simone Lupinnacci (italiano).
Amelie (アメリ?, Ameri)
È il secondo membro dei Jewelpet Eight. È un criceto siberiano femmina bianco e grigio che simboleggia il legame. Indossa due fiocchi verdi sulle sue orecchie e una collana viola scuro. La sua pietra è l'ametista.
Doppiata da Aoi Yūki (giapponese), Serena Clerici (italiano).
Lapis (ラピス?, Rapisu)
È il terzo membro dei Jewelpet Eight e King ha una cotta per lei. È una gatta blu che simboleggia la magia. Indossa una collana blu e un braccialetto di perle d’oro. La sua pietra è il lapislazzulo.
Doppiata da Junko Takeuchi (giapponese), Alessandra Karpoff (italiano).
Chris (クリス?, Kurisu)
È il quarto membro dei Jewelpet Eight ed il gestore dello Strawberry Cafe. È un piccolo cane di razza Dachshund grigio che simboleggia il successo nel lavoro. Indossa un gilet nero ed una cravatta verde scura. La sua pietra è la crisocolla.
Doppiato da Aki Kanada (giapponese).
Io (イオ?, Io)
È il quinto membro dei Jewelpet Eight. È un coniglio marrone che simboleggia il riposo. Indossa un fiocco viola. La sua pietra è la iolite.
Doppiato da Nozomi Sasaki (giapponese).
Topaz (トパーズ?, Topāzu)
È il sesto membro dei Jewelpet Eight. È uno Yorkshire Terrier grigio e marrone che simboleggia la fiducia. Indossa una collana e un fiocco viola. La pietra è il topazio.
Doppiato da Aki Kanada (giapponese).
Alek (アレク?, Areku)
È il settimo membro dei Jewelpet Eight. È un gatto marrone e giallo che può far vedere le possibilità del futuro nella prima serie, mentre nelle seguenti rappresenta il raggiungimento dei propri sogni. Indossa degli occhiali rotondi ed una collana rossa. Compare per la prima volt nell’episodio 44 della prima serie dove viene infettato dalla magia di Diana e, con Brownie, cerca di distruggere la Terra creando un meteorite; viene fermato e purificato da Reiko durante i Jewel Games e si rivela essere il migliore amico di Brownie. In Jewelpet Twinkle possiede un compagno senza nome ed ha una cotta per Garnet, Sapphie e Prase. In Jewelpet Sunshine compare spesso al fianco di King e Brownie. Farà poi una serie di camei in Jewelpet Kira Deco dove comparirà come ospite al ballo di Garnet e nell’episodio 47 assieme a Brownie. La sua pietra è l’alessandrite.
Doppiato da Hiromi Igarashi (giapponese, Jewelpet, Jewelpet Sunshine e Jewelpet Kira☆Deco!) e Mami Shitara (giapponese, Jewelpet Twinkle☆), Martina Felli (italiano).
Brownie (ブラウニー?, Buraunī)
È l'ottavo e ultimo membro dei Jewelpet Eight. È un riccio giallo con gli aculei blu che simboleggia la fantasia. Indossa una cravatta viola con un gioiello marrone nel mezzo. La sua pietra è un quarzo affumicato.
Doppiato da Yui Hatano (giapponese).
Sakuran (さくらん?, Sakuran)
È una Sweetspet che proviene da Sweets Land. È un'orsa rosa con delle foglie come decorazioni sulla testa. Di solito visita Jewel Land ogni vigilia di Natale. È stata nominata per portare i regali agli abitanti di Jewel Land ogni anno.
Doppiata da Rina Hidaka (giapponese).
Coal (コール?, Kōru)
È un capibara e la sua pietra è il carbone. Compare in Jewelpet Kira☆Deco!. Ha il potere della resistenza e della perseveranza.
Doppiato da Yōji Ueda (giapponese).
Luea (ルーア?, Rūa)
Il Jewelpet che rappresenta la verità, Luea è un coniglio olandese femmina con una marcatura a forma di cuore sotto l'occhio sinistro e sulla gamba sinistra. Indossa un fermaglio per capelli indaco a forma di farfalla e una ghirlanda di rose indaco sul collo. Debutta nel primo episodio di Lady Jewelpet dove è la partner di Lillian, una delle candidate Lady Jewel. Si dimostra molto elegante e signorile come la sua partner, ma a volte ha la lingua tagliente e usa il suo orgoglio contro gli altri candidati. Si vanta anche della sua compagna Lillian, a cui è molto affezionata. Luea è molto competitiva e farà di tutto per sradicare Momona e Ruby per il titolo di Lady Jewel. Luea odia anche il modo in cui Ruby non coglie il punto su ciò che lei dice. Ha un passato misterioso, infatti, lei era già mentore di Lady Diana che la lasciò a causa dell'amore per Alto; portò così in vita la bambola che Diana le aveva lasciato insieme ad un carillon, facendo nascere Lillian. Inoltre, Luea, lavora segretamente per Joker. La sua pietra è l'apatite blu.
Doppiata da Yuka Iguchi (giapponese).
Larima (ラリマー?, Rarimā)
Larima è una volpe artica, e rappresenta l'amore e la pace. In Magical Change il suo sogno è quello di diventare famosa. Indossa una collana con un fiocco di neve e gioielli. La sua coda è decorata con un fiore rosa e perline blu legate vicino alla punta. Alla sua pietra è il larimar.
Doppiata da Ayahi Takagaki (giapponese).

### Riepilogo degli animali

#### Jewelpet
| Jewelpet                          | Partner                                                                                 | Specie               | Sesso | Gioiello          | Potere Jewel                                                                         | Livello magico       | Attributo   | Compleanno   | Prima comparsa nell'anime                             | Doppiatore giapponese | Doppiatore italiano   |
| --------------------------------- | --------------------------------------------------------------------------------------- | -------------------- | ----- | ----------------- | ------------------------------------------------------------------------------------ | -------------------- | ----------- | ------------ | ----------------------------------------------------- | --- | --------------------- |
| Ruby (ルビー?, Rubī)              | Rinko Kōgyoku (Reiko) (Jewelpet) Akari Sakura (Jewelpet Twinkle☆)                       | Lepre giapponese     | F     | Rubino            | Coraggio                                                                             | Acrilico             | Magia rossa | 29 luglio    | Ep. 1                                                 | Ayaka Saitō | Marcella Silvestri    |
| Garnet (ガーネット?, Gānetto)     | Minami Asaoka (Jewelpet) Miria Marigold Mackenzie (Jewelpet Twinkle☆)                   | Persiano             | F     | Granato           | Amore                                                                                | Da Vetro a Cristallo | Magia rossa | 8 gennaio    | Ep. 2                                                 | Aya Hirano | Sabrina Bonfitto      |
| Sapphie (サフィー?, Safī)         | Aoi Arisugawa (Jewelpet) Sara (Jewelpet Twinkle☆)                                       | Spaniel              | F     | Zaffiro           | Amicizia                                                                             | Cristallo            | Magia blu   | 1 settembre  | Ep. 3                                                 | Nozomi Sasaki | Giovanna Papandrea    |
| Diana (ダイアナ?, Daiana)         | Sage (Jewelpet) Alma (Jewelpet Twinkle☆)                                                | Munchkin             | F     | Diamante nero     | Maleficio                                                                            | Cristallo            | Magia nera  | 20 aprile    | Ep. 19                                                | Rumi Shishido | Elisabetta Spinelli   |
| Rin (リン?, Rin)                  | Rāko Menma (Jewelpet) Moldavite (Jewelpet Twinkle☆)                                     | Pappagallo           | F     | Quarzo giallo     | Business                                                                             | Cristallo            | Magia rossa | 23 novembre  | Ep. 4                                                 | Mayu Ayakawa | ?                     |
| Chite (カイト?, Kaito)            | Hisashi Miyamoto (Jewelpet)                                                             | Terrier              | M     | Malachite         | Tifo sportivo                                                                        | Cristallo            | Magia verde | 4 dicembre   | Ep. 5                                                 | Miyuki Sawashiro | Benedetta Ponticelli  |
| Prase (プレーズ?, Purēzu)         | Ryōko Azabu e Misaki Azabu (Jewelpet) Judy (Jewelpet Twinkle☆)                          | Barbone              | F     | Crisopazio        | Studio                                                                               | Vetro                | Magia verde | 14 febbraio  | Ep. 6                                                 | Ai Iwamura | Laura Brambilla       |
| King (キング?, Kingu)             | Genshirō Hattori (Jewelpet)                                                             | Bulldog              | M     | Onice             | Salute                                                                               | Cristallo            | Magia nera  | 10 agosto    | Ep. 7                                                 | Hidenobu Kiuchi | Patrizio Prata        |
| Emerald (ラルド?, Rarudo, Rald)   | Mitsuo Kōgyoku e Sayuri Kōgyoku (Jewelpet)                                              | Panda                | M     | Smeraldo          | Armonia                                                                              | Vetro                | Magia verde | 17 maggio    | Ep. 8                                                 | Mayumi Tsuchiya | Federica Valenti      |
| Riru (リル?, Riru, Ryl)           | Megumi Hiroo (Jewelpet) Catherine Grand Mariner Chocola Julliangeli (Jewelpet Twinkle☆) | Maiale nano          | F     | Smeraldo Rosso    | Serenità                                                                             | Vetro                | Magia rossa | 24 aprile    | Ep. 9                                                 | Tomomi Fujita | ?                     |
| Tour (トール?, Tōru)              | Tetsuya Asaoka e Hiroshi Asaoka (Jewelpet) Sulfur (Jewelpet Twinkle☆)                   | Shorthair            | M     | Tormalina         | Avventura                                                                            | Cristallo            | Magia verde | 13 ottobre   | Ep. 10                                                | Junko Takeuchi | Patrizia Mottola      |
| Flora (フローラ?, Furōra)         | Keigo Tatewaki (Jewelpet)                                                               | Pecora               | F     | Fluorite          | Previsione                                                                           | Cristallo            | Magia verde | 17 gennaio   | Ep. 11                                                | Aki Kanada | Laura Brambilla       |
| Peridot (ペリドット?, Peridotto)  | Michiru Okegawa (Jewelpet)                                                              | Papillon             | F     | Crisolito         | Realizzare i sogni                                                                   | Vetro                | Magia verde | 3 agosto     | Ep. 12                                                | Yuki Kaida | Angela Brusa          |
| Milky (ミルキィ?, Mirukyi)        | Chie (Jewelpet) Harlite (Jewelpet Twinkle☆)                                             | Chihuahua            | F     | Quarzo latteo     | Compassione                                                                          | Cristallo            | Magia verde | 8 aprile     | Ep. 13                                                | Keiko Utsumi (Jewelpet, Jewelpet Sunshine e Jewelpet Kira☆Deco!) Ayana Taketatsu (Jewelpet Twinkle☆)                                                    | Valentina Pallavicino |
| Kohaku (コハク?, Kohaku)          | Aojiso (Jewelpet)                                                                       | Shiba Inu            | M     | Ambra             | Prosperità economica                                                                 | Vetro                | Magia rossa | 5 giugno     | Ep. 14                                                | Junko Minagawa | Serena Clerici        |
| Luna (ルナ?, Runa)                | Hanako Kabeno(Jewelpet) Harlite (Jewelpet Twinkle☆)                                     | Netherland Dwarf     | F     | Pietra di luna    | Fascino                                                                              | Vetro                | Magia blu   | 8 giugno     | Ep. 15                                                | Rumi Shishido | Anna Mazza            |
| Nephrite (ネフライト?, Nefuraito) | Akira Nanase (Jewelpet)                                                                 | Welsh corgi pembroke | M     | Nefrite           | Lavoro di squadra                                                                    | Vetro                | Magia verde | 1º febbraio  | Ep. 16                                                | Megumi Ozaki | Gea Riva              |
| Euclase o Euke (ユーク?, Yūku)    | Primo Ministro (Jewelpet) Ganho (Jewelpet Twinkle☆)                                     | Beagle               | M     | Euclasio          | Intelligenza                                                                         | Acrilico             | Magia blu   | 3 novembre   | Ep. 17                                                | Hitomi Yoshida | Renata Bertolas       |
| Acquamarin (アクア?, Akua, Aqua)  | Naoto Sakuragi (Jewelpet)                                                               | Pesce Pagliaccio     | M     | Acquamarina       | Calma                                                                                | Vetro                | Magia blu   | 26 marzo     | Ep. 21                                                | Yakkun Sakurazuka (Jewelpet e Jewelpet Twinkle☆) Kōsuke Okano (Jewelpet Sunshine e Jewelpet Kira☆Deco!)                                                 | Federico Zanandrea    |
| Kya (カイヤ?, Kaiya)              | Mint (Jewelpet) Marianne Grand Mariner Chocola Julliangeli (Jewelpet Twinkle☆)          | Siamese              | F     | Cianite           | Indipendenza                                                                         | Vetro                | Magia blu   | 15 maggio    | Ep. 24                                                | Kanako Sakai | Dania Cericola        |
| Opale (オパール?, Opāru)          | Alma (Jewelpet Twinkle☆)                                                                | Unicorno alato       | F     | Opale             | Risveglio e compiere miracoli                                                        | Super Cristallo      | Magia blu   | 3 ottobre    | Ep. 26                                                | Miyuki Sawashiro | ?                     |
| Titana (チターナ?, Chitāna)       | Kuranosuke Hinata (Jewelpet) Nicola (Jewelpet Twinkle☆)                                 | Scoiattolo           | M     | Titanite          | Equilibrio                                                                           | Cristallo            | Magia rossa | 23 settembre | Ep. 29                                                | Erika | Giuliana Atepi        |
| Sango (サンゴ?, Sango)            | Ririka Himeno (Jewelpet) Miria Marigold Mackenzie (Jewelpet Twinkle☆)                   | Soriano              | F     | Corallo           | Fortuna                                                                              | Vetro                | Magia rossa | 10 luglio    | Ep. 31                                                | Rei Sakai (Jewelpet) Ai Shimizu (Jewelpet Twinkle☆, Jewelpet Sunshine, Jewelpet Kira☆Deco!, Eiga Jewelpet - Sweets Dance Princess e Jewelpet Happiness) | ?                     |
| Tata (タータ?, Tāta)              | -                                                                                       | Scimmia scoiattolo   | M     | Turchese          | Coraggio                                                                             | Acrilico             | Magia verde | 19 dicembre  | Ep. 32                                                | Junko Takeuchi | Patrizia Scianca      |
| Dian (ディアン?, Dian)            | Leon (Jewelpet Twinkle☆)                                                                | Maine Coon           | M     | Ossidiana nera    | Magia nera superiore (Jewelpet) Incorporare la magia del partner (Jewelpet Twinkle☆) | Super Cristallo      | Magia nera  | 20 gennaio   | Ep. 33                                                | Jun Fukuyama | Renato Novara         |
| Nik (ニック?, Nikku)              | Uomo dal nome sconosciuto (Jewelpet Twinkle☆)                                           | Furetto              | M     | Sardonice         | Riconciliazione                                                                      | ?                    | Magia rossa | 22 agosto    | Ep. 33                                                | Yūichi Iguchi | Simone Lupinacci      |
| Amelie (アメリ?, Ameri)           | Angelina Grand Mariner Chocola Julliangeli (Jewelpet Twinkle☆)                          | Criceto siberiano    | F     | Ametista          | Legame                                                                               | ?                    | Magia blu   | 9 febbraio   | Ep. 34                                                | Aoi Yūki | Serena Clerici        |
| Lapis (ラピス?, Rapisu)           | -                                                                                       | Blu di Russia        | F     | Lapislazzuli      | Spazzare via la natura sbagliata                                                     | ?                    | Magia blu   | 15 settembre | Ep. 35                                                | Junko Takeuchi | Alessandra Karpoff    |
| Chris (クリス?, Kurisu)           | -                                                                                       | Bassotto nano        | M     | Crisocolla        | Successo sul lavoro                                                                  | ?                    | Magia verde | 5 luglio     | Ep. 37                                                | Aki Kanada | ?                     |
| Ioli (イオ?, Io)                  | -                                                                                       | Holland Lop          | M     | Iolite            | Riposo della mente e del corpo                                                       | ?                    | Magia blu   | 29 dicembre  | Ep. 38                                                | Nozomi Sasaki | ?                     |
| Labra (ラブラ?, Rabura)           | Akari Sakura (Jewelpet Twinkle☆)                                                        | Orso polare          | F     | Labradorite       | Fiducia (Jewelpet) Furbizia (Jewelpet Twinkle☆)                                      | Super Cristallo      | Magia nera  | 27 dicembre  | Ep. 39                                                | Miyuki Sawashiro | ?                     |
| Topaz (トパーズ?, Topāzu)         | Hirude (Jewelpet Twinkle☆)                                                              | Yorkshire Terrier    | F     | Topazio           | Fiducia                                                                              | ?                    | Magia blu   | 12 novembre  | Ep. 42                                                | Aki Kanada | ?                     |
| Alek (アレク?, Areku)             | Donna dal nome sconosciuto (Jewelpet Twinkle☆)                                          | Scottish Fold        | M     | Alessandrite      | Far vedere le possibilità del futuro                                                 | ?                    | Magia rossa | 3 marzo      | Ep. 44                                                | Hiromi Igarashi (Jewelpet, Jewelpet Sunshine e Jewelpet Kira☆Deco!) Mami Shitara (Jewelpet Twinkle☆)                                                    | ?                     |
| Brownie (ブラウニー?, Buraunī)    | Donna dal nome sconosciuto (Jewelpet Twinkle☆)                                          | Riccio               | M     | Quarzo affumicato | Immaginazione                                                                        | ?                    | Magia rossa | 23 ottobre   | Ep. 44                                                | Yui Hatano | ?                     |
| Angela (エンジェラ?, Enjera)      | Fealina (Jewelpet Twinkle☆) Takumi Asano (Jewelpet Happiness)                           | Alpaca               | F     | Anidrite          | Conforto                                                                             | ?                    | Magia verde | 30 marzo     | Jewelpet Twinkle☆ ep. 36 (sotto forma di Jewel Charm) | Aki Toyosaki | ?                     |
| Rosa (ローサ?, Rōsa)              | Ryoko Izumikawa (Jewelpet Happiness) Lady Elena (Lady Jewelpet)                         | Orso bruno           | F     | Rodocrosite       | Passione                                                                             | ?                    | Magia rossa | 18 giugno    | Jewelpet Kira☆Deco! ep. 52                            | Ai Kayano | ?                     |
| Charotte (チャロット?, Charotto)  | Sagan (Jewelpet Twinkle☆)                                                               | Ape                  | F     | Charoite          | Eliminazione della confusione e coraggio                                             | ?                    | Magia blu   | 3 aprile     | Jewelpet Twinkle☆ ep. 46                              | MAKO | ?                     |
| Jasper (ジャスパー?, Jasupā)      | -                                                                                       | Ghepardo             | M     | Diaspro           | Onestà                                                                               | ?                    | Magia rossa | 14 febbraio  | Jewelpet Twinkle☆ ep. 43                              | Kenn | ?                     |
| Granite (グラナイト?, Guranaito)  | -                                                                                       | Leone bianco         | M     | Granito           | Sicurezza e coraggio                                                                 | ?                    | Magia nera  | 1º dicembre  | Jewelpet Sunshine ep. 52                              | Atsushi Tamaru | ?                     |
| Coal (コール?, Kōru)              | -                                                                                       | Capibara             | M     | Carbone           | Resistenza                                                                           | ?                    | Magia nera  | 6 settembre  | Jewelpet Kira☆Deco! ep. 3                             | Yōji Ueda | ?                     |
| Luea (ルーア?, Rūa)               | Lillian (Lady Jewelpet) Laura Fukuoji (Jewelpet Magical☆Change)                         | Coniglio olandese    | F     | Apatite           | Verità                                                                               | ?                    | Magia nera  | 28 agosto    | Lady Jewelpet ep. 1                                   | Yuka Iguchi | ?                     |
| Larima (ラリマー?, Rarimā)        | Lecter (Lady Jewelpet) Airi Kirara (Jewelpet Magical☆Change)                            | Volpe artica         | F     | Larimar           | Pace                                                                                 | ?                    | Magia blu   | 3 dicembre   | Lady Jewelpet ep. 47                                  | Ayahi Takagaki | ?                     |

#### Sweetspet
Gli Sweetspet (スウィーツペット?, Suwītsupetto) sono particolari Jewelpet che prendono il nome dai dolci. Di solito sono presenti a Jewel Land durante le feste, svolgendo il loro ruolo di diffondere l'amore e l'allegria ad ogni Natale. Vivono tutti nel regno chiamato Sweets Land, in cui tutto è in tema con i dolci. Tutti tranne Lollip compaiono nel film Eiga Jewelpet - Sweets Dance Princess e tutti questi tranne Gumimin hanno fatto una comparsa nell'episodio 38 di Jewelpet Sunshine.
| Nome                               | Specie             | Sesso | Dolce                          | Attributo   | Prima comparsa nell'anime             | Doppiatore giapponese |
| ---------------------------------- | ------------------ | ----- | ------------------------------ | ----------- | ------------------------------------- | --------------------- |
| Sakuran (さくらん?, Sakuran)       | Orso               | F     | Sakuramochi                    | Magia rossa | Jewelpet Sunshine ep. 38              | Rina Hidaka           |
| Melorina (メロリーナ?, Merorīna)   | Barbone nano       | F     | Melonpan                       | Magia rossa | Jewelpet Sunshine ep. 38              | Asuka Ōgame           |
| Éclain (エクレン?, Ekuren)         | Coniglio           | F     | Éclair                         | Magia rossa | Jewelpet Sunshine ep. 38              | Chiwa Saitō           |
| Macaronia (マカロニア?, Makaronia) | Coniglio           | F     | Macaron                        | Magia rossa | Jewelpet Sunshine ep. 38              | Miyu Matsuki          |
| Donadona (ドナドナ?, Donadona)     | Orso               | M     | Bombolone/ciambella (doughnut) | Magia rossa | Jewelpet Sunshine ep. 38              | Saki Fujita           |
| Honey (ハニー?, Hanī)              | Scoiattolo volante | F     | Gaufre al miele                | Magia rossa | Jewelpet Sunshine ep. 38              | Moe Mukai             |
| Purinkī (プリンキー?, Purinkī)     | Scimmia            | F     | Pudding                        | Magia verde | Jewelpet Sunshine ep. 38              | Aina Matsufuji        |
| Chocolat (ショコラ?, Shokora)      | Orso               | F     | Gelato al cioccolato           | Magia rossa | Jewelpet Sunshine ep. 38              | Marie Miyake          |
| Maco (マコ?, Mako)                 | Criceto            | F     | Macaron                        | Magia rossa | Jewelpet Sunshine ep. 38              | MAKO                  |
| Kaco (カコ?, Kako)                 | Criceto            | M     | Macaron                        | Magia verde | Jewelpet Sunshine ep. 38              | Asuka Ōgame           |
| Roco (ロコ?, Roko)                 | Criceto            | F     | Macaron                        | Magia rossa | Jewelpet Sunshine ep. 38              | Marie Miyake          |
| Coron (コロン?, Koron)             | Criceto            | M     | Macaron                        | Magia rossa | Jewelpet Sunshine ep. 38              | Saki Fujita           |
| Gumimin (グミミン?, Gumimin)       | Cincillà           | M     | Caramella gommosa              | Magia rossa | Eiga Jewelpet - Sweets Dance Princess | Yumiko Kobayashi      |
| Lollip (ロリップ?, Rorippu)        | Coniglio           | F     | Lecca lecca                    | Magia rossa | -                                     | -                     |

## Personaggi umani

### Jewelpet(1ª serie)
Reiko Kōgyoku (紅玉 りんこ?, Kōgyoku Rinko)
È la protagonista. È una ragazza che non ha fiducia in se stessa e soffre di vertigini, ma è disposta a vincere le sue paure per aiutare le persone a cui tiene. In futuro potrà usare il Jewel Stick. Lei è innamorata di Akira anche se spesso ci litiga per delle banalità. Il nome originale Rinko è diventato Reiko nella versione italiana.
Doppiata da Eri Kamei (giapponese), Deborah Morese (italiano).
Minami Asaoka (朝岡 みなみ?, Asaoka Minami)
È la migliore amica di Reiko; ama molto lo sport ed a prima vista è una ragazza sicura di sé, tuttavia non riesce a confessare i suoi sentimenti al ragazzo che ama.
Doppiata da AKINA (giapponese), Beatrice Caggiula (italiano).
Aoi Arisugawa (有栖川 あおい?, Arisugawa Aoi)
È una studentessa proveniente da una ricca famiglia ed è gentile con tutti. A volte ha il brutto vizio di ingannare chi le sta vicino pur di raggiungere il suo scopo. Diventerà amica di Reiko e Minami, che saranno le sue prime vere amiche.
Doppiata da Miyuki Sawashiro (giapponese), Loretta Di Pisa (italiano).
Keigo Tatewaki (帯刀 啓吾?, Tatewaki Keigo)
È il segretario del Primo Ministro. La sua missione è di mantenere segreta l'esistenza dei Jewelpet e di aiutare Reiko e le sue amiche a recuperare tutti i Jewel Charms.
Doppiato da Mamoru Miyano (giapponese), Simone D'Andrea (italiano).
Genshirō Hattori (服部 玄士郎?, Hattori Genshirō)
È il maggiordomo nonché guardia del corpo della signorina Aoi Arisugawa. Sa fare qualsiasi tipo di lavoro, anche quelli più assurdi.
Doppiato da Binbin Takaoka (giapponese), Adolfo Fenoglio (italiano).
Akira Nanase (七瀬 晃?, Nanase Akira)
È il vicino di casa di Reiko, che si è trasferito da poco dagli Stati Uniti dove ha imparato a giocare a basket. Spesso si ritrova a litigare con Reiko per delle banalità ma successivamente si innamora di lei.
Doppiato da Yuki Kaida (giapponese), Stefano Pozzi (italiano).
Lady Raku Majo (ラクマージョ?, Raku Mājo)
È una delle quattro streghe, indossa un abito rosa ed è colei che fa da collegamento tra il mondo umano e Jewel Land. Ha un carattere molto allegro e spensierato.
Doppiata da Nanako Inoue (giapponese), Emanuela Pacotto (italiano).

### Jewelpet Twinkle☆(2ª serie)
Akari Sakura (桜 あかり?, Sakura Akari)
È la protagonista e la partner umana di Ruby. È una ragazza che aspira a diventare mangaka. Brillante, dolce, timida e spesso imbarazzata, a causa della popolarità della sorella maggiore Monica sviluppa un complesso d'inferiorità e gelosia. In futuro avrà il titolo di "Jewel Star".
Doppiata da Natsumi Takamori (giapponese).
Miria Marigold Mackenzie (ミリア・マリーゴールド・マッケンジー?, Miria Marīgōrudo Makkenjī)
È la partner umana di Garnet e Sango. È una ragazza statunitense che vive a Hollywood. Figlia di Celine Bright (セリーヌ・ブライト?, Serīnu Buraito), una famosa cantante, ama guardare anime e ha una cotta per Leon.
Doppiata da Ayana Taketatsu (giapponese).
Sara (沙羅?, Sara)
È la partner umana di Sapphie. È una ragazza metà giapponese e metà indiana. Ama la scienza, infatti è la mente del gruppo. Vive lontano dai genitori e non parla molto, apparendo molto fredda. Sia Miria che Nicola pensano sia una persona strana, ma Akari pensa sia una bella persona dentro. Il suo sogno è diventare scienziata.
Doppiata da Azusa Kataoka (giapponese).
Leon (レオン?, Reon)
È il partner umano di Dian. Un ragazzo originario dell'Austria, ha un'alta competenza con la magia ed è un ottimo spadaccino, infatti può trasformare la sua penna in una spada. Miria ha una cotta per lui, e lui ammira la determinazione di Akari nello studio di magie
Doppiato da Kenji Akabane (giapponese) e Aki Kanada (giapponese, voce da bambino).
Nicola (ニコラ?, Nikora)
È il partner umano di Titana. Un giovane pianista della Russia, ama infastidire Akari e Ruby.
Doppiato da Momoko Ōhara (giapponese).
Yūma Jinnai (神内 祐馬?, Jinnai Yūma)
Yūma Jinnai è il fratello gemello di Alma e uno dei figli gemelli di Fealina e vive nel mondo umano. Akari ha una cotta per lui alla Winston Academy. Yūma è calmo e simpatico, e qualche volta aiuta Akari con un problema. Gli piace anche il basket, lo menziona ad un certo punto, mentre parla con Akari. La madre di Yūma e Alma morì molto tempo fa, durante la loro infanzia, così Yūma vive con i suoi nonni. Nell'episodio 24, Yuma dimostra di avere una strana voglia sul braccio destro, simile a quella di Alma, e ciò spiega che Alma e Yuma vivevano insieme alla loro madre, Fealina, ma furono separati da Jewelina durante la loro infanzia, dopo la morte di Fealina, a causa della paura di Jewelina del risveglio dell'elemento magico proibito, il Battest. Nell'episodio 33, Akari si dichiara a Yūma e ammette di voler essere il tipo di ragazza giusta per lui. Yūma è sconvolto e lo si vede con un lieve rossore; dopo questo, inizia a innamorarsi di lei. Egli sa anche tutto sui Jewelpet, su Jewel Land e sul fatto che Akari è una maga e ha promesso di mantenere le origini dei Jewelpets nascoste dopo che Akari gli ha detto il suo segreto. Akari è più a suo agio con Yūma ora, grazie alle loro esperienze a Jewel Land insieme.
Durante il Grand Prix, confessa ad Akari che la ama. In seguito, con l'aiuto di Akari, di Alma e degli altri Jewelpet, fanno rivivere la madre, che ora vive con i suoi figli. Nell'epilogo, è diventato il ragazzo di Akari e ora la chiama per nome.
Doppiato da: Shinnosuke Tachibana (giapponese).
Alma Jinnai (神内 アルマ?, Jinnai Aruma) / Laiya (ライヤ?, Raiya)
Alma è la partner umana di Opal e Diana e la principale antagonista della serie. È la sorella gemella di Yuma e figlia di Fealina. La madre di Alma morì molto tempo fa, durante la loro infanzia, e Jewelina l'ha adottata come sua figlia. Ha poi affidato Alma a Halite e Moldavite perché si prendessero cura di lei. Durante quel tempo, Alma non voleva interagire con tutte le altre persone intorno a lei, o fare nuove amicizie. A volte viene chiamata il "più forte mago a Jewel Land" da Diana, è una persona misteriosa che assomiglia a Yūma, tranne che per la lunga treccia di capelli sul retro e il vestito nero che indossa. Negli episodi prima della sua vera apparizione, Alma si nasconde nell'ombra per osservare Akari e guarda se è capace di usare bene la magia e il suo volto è parzialmente coperto per evitare che la sua identità venga rivelata. Il volto di Alma viene rivelato nell'episodio 7, quando guarda Akari attraverso una sfera di cristallo. Alma è poi apparsa davanti ad Akari e le sue amiche a fianco Diana. Lei ha capacità travolgenti e poteri magici che possono anche competere con Jewelina stessa (e in seguito viene rivelato che quando Alma e Yūma sono insieme, i poteri di Alma effettivamente aumentano fino a superare quelle di Jewelina, nonostante Yūma non sia un mago), ma la sua magia ha un effetto collaterale terribile in quanto consuma tutta la sua forza vitale e usarla continuamente comporterebbe la sua morte. Nell'episodio 24 è stato rivelato inoltre che Alma era in realtà una ragazza dopo che Opal ha usato la sua magia, facendo sì che i vestiti neri di Alma cambiassero in un abito bianco. Lei e Yūma una volta erano insieme, ma tutti e due sono stati separati da Jewelina durante l'infanzia a causa della paura del risveglio dell'elemento proibito, il Battest. Dato che ha frainteso la ragione per cui lei e Yūma sono stati separati, Alma vuole usare gli incantesimi proibiti per vendicarsi di Jewelina, far rivivere la madre, e lasciare che Yūma, Alma stessa, e la loro madre vivessero insieme.
Durante il Grand Prix è stato visto che sia lei che Diana sono sopravvissute e sono entrate nel Jewel Star Grand Prix sotto il nome di "Laiya". Nella sua nuova identità, i suoi capelli neri sono ora di colore bianco, dopo aver assorbito alcuni dei poteri del Battest e in qualche modo sconfitto Hilde e Topaz durante i preliminari della competizione. Durante la semifinale, sconfigge e ferisce Leon e Dian, con la conseguenza della sua vittoria. Il potere del Battest finalmente si risveglia nel suo corpo durante la finale, perciò lei progetta di eliminare non solo Jewelina, ma anche Akari. Finalmente si riscattata dopo aver sigillando il Battest e aver fatto rivivere Diana, Opal e Fealina.
Monica Sakura (桜 モニカ?, Sakura Monika)
Monica Sakura è la sorella maggiore di Akari, una famosa celebrità adolescente e presidente del consiglio studentesco della scuola che Akari frequenta. A causa della sua popolarità, Akari ha sviluppato un complesso di inferiorità verso di lei, facendosi depressa e gelosa. Lei non è a conoscenza del fatto che Akari frequenta l'accademia magica a Jewel Land e non conosce neppure l'esistenza dei Jewelpet, anche se Ruby e Labra vivono entrambi con Akari.
Doppiata da: Yuka Iguchi (giapponese).
Judy (ジュディ?, Judi)
Judy è la partner umana di Prase. È l'ex campionessa del Jewel Star Grand Prix e ottenne il titolo, così come la corona. È anche ex allieva dell'accademia magica che Akari e le sue amiche frequentano. Judy è apparsa davanti ad Akari quando è stata trasportata dodici anni prima nel passato, mentre si esercitava con l'incantesimo "Rangula". Lei è come Akari, insicura circa la sua magia, e incoraggia Akari per farle riparare e ripristinare le campane dell'accademia magica che hanno rotto. Si è diplomata presso l'Accademia dopo aver vinto, prima che Akari e Ruby si incontrassero dodici anni più tardi.
Doppiata da: Hisako Kanemoto (giapponese).
Celine Bright (セリーヌ・ブライト?, Serīnu Buraito)
Celine Bright è la madre di Miria. È una buona cantante e una celebrità famosa in tutto il mondo, come la Regina del Pop. Lei pensa sinceramente che sua figlia è molto importante anche se non ha tempo da dedicarle a causa del suo lavoro. Miria e Akari incontrano Celine più giovane nell'episodio 14, insieme a Miria più piccola. La Miria più vecchia ha detto a Celine di non rinunciare a suoi sogni e a sua figlia, anche se è difficile a causa della sua carriera.
Doppiata da: Yui Horie (giapponese).
Akira Sakura (桜 晃?, Sakura Akira)
Akira Sakura è il padre Akari e Monica. È un architetto navale. Anche se può essere un po' pigro e a volte si stanca molto, è un buon padre per Akari e Monica. Il suo hobby preferito è la pesca e ha una collezione di canne da pesca che ha ricevuto ordinandole per posta, una cosa che sua moglie non è felice di sapere.
Doppiato da: Hidenobu Kiuchi (giapponese).
Marie Sakura (桜 万里絵?, Sakura Marie)
Marie Sakura è la madre di Akari e Monica. È la redattrice di una rivista in cui sono presenti sua sorella ed una buona madre. Lei è in qualche modo inconsapevole dell'identità di Ruby quando Akari si prende cura di lei in casa loro. Può essere severa con il marito, specialmente quando si tratta di ordini per corrispondenza.
Doppiata da: Midori Takahashi (giapponese).
Marianne Grand Mariner Chocola Julliangeli (マリアンヌ・グランマニエル・ショコラ・ジュリアンジェリー?, Mariannu Guranmanieru Shokora Jurianjerī)
Marianne è la partner umana di Kya e la rivale di Akari nell'accademia di magia. Membra dei Magical Angels (マジカルエンジェルズ?, Majikaru Enjeruzu), lei è la "Celebrity Angel" (セレブリティエンジェル?, Sereburiti Enjeru) e la candidata del Jewel Star Grand Prix che ha raccolto tutte le dodici pietre nel suo studio nell'accademia. La sua prima apparizione è stata alla fine dell'episodio 15 insieme con le sue due sorelle, e ha debuttato ufficialmente nell'episodio 16. Ha una forte cotta per Leon (lei e le sue sorelle lo hanno incontrato nel mondo umano) e disprezza i nuovi studenti che sono troppo deboli. Marianne pensa che Leon stia prestando troppa attenzione ad Akari, Miria e Sara, il che la fa ingelosire, soprattutto di Akari. Nonostante la sua personalità, le sue abilità magiche sono superiori alla media dato che ha dodici pietre.
Doppiata da: Rie Kugimiya (giapponese).
Catherine Grand Mariner Chocola Julliangeli (カトリーヌ・グランマニエル・ショコラ・ジュリアンジェリー?, Katorīnu Guranmanieru Shokora Jurianjerī)
Catherine è il secondo membro dei Magical Angels e la partner umana di Riru. Conosciuta come la "Sexy Angel" (セクシーエンジェル?, Sekushī Enjeru), è la sorella minore di Marianne e maggiore di Angelina ed è una maga esperta: ha dodici Jewel Stones sulla sua mano come Marianne.
Doppiata da: Rei Matsuzaki (giapponese).
Angelina Grand Mariner Chocola Julliangeli (アンジェリーナ・グランマニエル・ショコラ・ジュリアンジェリー?, Anjerīna Guranmanieru Shokora Jurianjerī)
Angelina è il terzo membro dei Magical Angels e la partner umana di Amelie. È conosciuta come la "Maid Angel" (メイドエンジェル?, Meido Enjeru) ed è la più giovane delle tre sorelle. Angelina è la maga più novizia delle tre che hanno dodici pietre.
Doppiata da: MAKO (giapponese).
Sulfur (サルファー?, Sarufā)
Sulfur è uno degli insegnanti di sesso maschile di Jewel Land. È in qualche modo il più pauroso di tutti i maghi di Jewel Land e a volte viene sfortunatamente punito. Nell'episodio 10 appare il suo alter ego, che si rivela essere un'illusione creata da Tour. Il suo nome significa in inglese "zolfo", un elemento chimico.
Doppiato da: Atsushi Kōsaka (giapponese).
Moldavite (モルダヴァイト?, Morudavuaito)
Moldavite è il preside dell'accademia nonché il partner di Rin, ed ha una stretta relazione con Jewelina. Anche se conserva la sua posizione di preside, è molto allegro, ama il karaoke e ordina un sacco di roba magica attraverso la vendita per corrispondenza. Spesso finisce per essere rimproverato o punito da Halite. Nonostante le sue buffonate, il suo livello magico è allo stesso livello di quello di Jewelina. Il suo nome è basato sulla moldavite, un minerale che si trova nei crateri dei meteoriti.
Doppiato da: Hiroshi Shimozaki (giapponese).
Halite (ハーライト?, Hāraito)
Halite è l'insegnante della classe di Ruby a Jewel Land. È una maga esperta che insegna ai Jewelpet come usare la loro magia con successo. A volte sgrida Moldavite quando si addormenta nei suoi discorsi e per le sue buffonate davvero divertenti ma fastidiose. I suoi assistenti Jewelpet sono Luna e Milky. Il suo nome è basato sul minerale halite.
Doppiata da: Mika Ishibashi (giapponese).
Fealina (フェアリーナ?, Fearīna)
Fealina è la madre di Yūma e Alma, nonché uno dei più potenti maghi di Jewel Land. Ha chiesto a Jewelina di lasciarla andare per il mondo umano a incontrare un uomo che ha un forte potere vitale. Jewelina la mandò nel mondo umano e lì incontrò il padre di Yūma e Alma in Alaska, e si sposarono. Tuttavia, poiché la forza vitale di un potente mago logora nel mondo umano finché il mago non diventa polvere, Fealina voleva rinunciare alla sua magia per vivere nel mondo umano e prendersi cura di Alma e Yūma. Credendo che il Battest avesse un incantesimo per togliere il proprio potere magico, sciolse il sigillo sul Battest; tuttavia, vedendo il risultato, sigillò nuovamente il Battest, cadendo in un sonno eterno. Dopo il suo sacrificio, Jewelina separò i due gemelli, Alma e Yūma, per assicurarsi che il Battest non venisse sbloccato. Fealina aveva due partner Jewelpet, Opal e Angela, e il suo rapporto con Jewelina è tuttora sconosciuto.
Doppiata da: Yū Shimamura (giapponese).
Ekanite (エカナイト?, Ekanaito)
Ekanite è la madre di Sulfur e una maga di alto livello a Jewel Land. Si può vedere chiaramente il rapporto tra lei e Sulfur che effettivamente si somigliano, tranne che per i vestiti di lei e il fatto che lei è una femmina e Sulfur è un maschio. Ekanite è rimasto sorpreso del fatto che Sulfur fosse insegnante, e di quanto può essere Moldavite: a volte lo chiamava "Mole" e lo tormentava con i suoi incantesimi. Tuttavia, Ekanite capisce i sentimenti di suo figlio molto bene anche se Sulfur è piuttosto goffo e a volte fa degli errori. Il suo nome è basato sull'ekanite, un minerale radioattivo.
Doppiata da: Rei Sakuma (giapponese).
Izumi no Dragon (泉のドラゴン?, Izumi no Doragon, lett. "Drago della fontana")
Il drago della fontana è un potente drago che vive in una montagna di Jewel Land e fa la guardia alla "Fontana del Drago" in cima alle montagne. È di colore blu, ha gli occhi azzurri, ha i baffi e indossa un paio di occhiali. Quando parla, di solito non si vede la sua bocca muoversi. Il Drago è molto intellettuale e in realtà dolce, ma a volte attacca gli intrusi se viene disturbato. Negli eventi dell'episodio 13, attacca intenzionalmente Akari e Leon come parte della loro prova per ottenere un'altra Jewel Stone.
Doppiato da: Mitsuo Senda (giapponese).
I-Am-Pen (アイアムペン?, Aiamupen)
I-Am-Pen è una penna stilografica magica a forma di pinguino che fa parte del Manga Set del Jewel Net Harada. Si trasforma da una penna normale a un pinguino-penna di dimensioni maggiori per aiutare gli artisti, normalmente Akari. Ha anche la capacità di parlare e può lanciare la magia scrivendo un incantesimo sulla carta, anche se a volte fa errori. Attualmente vive con Akari come tutor per lei per farla creare un manga discreto. È considerata di sesso maschile.
Doppiato da: Tetsuya Yanagihara (giapponese).
Jolly (ジョリー?, Jorī) e Merry (メリー?, Merī)
Jolly e Merry sono i personaggi mascotte della rivista di vendita per corrispondenza di Moldavite, chiamata Jewel Net Harada. Sono entrambi cani antropomorfi femminili e come Ametrine e Toristein, sono anche gemelli. Le uniche differenze sono che Jolly ha la pelliccia color panna e indossa un abito da coniglietta Playboy blu, mentre Merry ha la pelliccia marrone e indossa un abito da coniglietta Playboy rosso. Entrambi presentano merci magiche consigliate per la vendita per corrispondenza. A Moldavite piacciono Jolly, Merry, e gli ordini per corrispondenza, il che spesso rende Halite arrabbiata.
Doppiati da: ?

### Jewelpet Sunshine(3ª serie)
Kanon Mizushirō (水城 花音?, Mizushirō Kanon) / Kanon Shiraishi (白石 花音?, Shiraishi Kanon)
È la protagonista e compagna di classe umana di Ruby, che proviene da Tōkyō. Molto elegante, non è molto simpatica ai Jewelpet. Ha l'abitudine di scrivere lettere d'amore e ha una cotta per Mikage. Dopo che si diploma, diventa nuova insegnante dell'accademia. Diciotto anni fa aveva una voglia sulla sua testa, cioè il presagio di una maledizione, costringendo sua nonna a separare lei e Mikage dopo la nascita, facendo sì che fosse adottata dalla famiglia Mizushirō. Ha poi incontrato nuovamente Mikage all'età di otto anni, ma in seguito si sono separati. Quando da adolescente è entrata nel liceo della Sunshine Academy, Kanon lo ha incontrato di nuovo.
Doppiata da Rei Matsuzaki (giapponese).
Hinata Asaka (浅香 ひなた?, Asaka Hinata)
Compagna e sostenitrice di Ruby, viene dal mondo umano per studiare alla Sunshine Academy. È l'unica che capisce veramente Ruby. Molto timida, non è brava negli sport. Il suo sogno è diventare un'insegnante della scuola materna. Inizialmente era la compagna di stanza di Ruby, ma l'anno dopo si è trasferita con Peridot e grazie a lei Hinata è riuscita ad essere più sportiva. Nell'epilogo diventa un vigile del fuoco.
Doppiata da Aki Toyosaki (giapponese).
Shōko Aizawa (藍沢 晶子?, Aizawa Shōko)
Compagna di classe di Ruby, è un maschiaccio e ama le caramelle. Ha sempre un lecca-lecca in bocca ed è amica di Charotte e Waniyama. A volte si trova in disaccordo con Ruby su alcune cose. Nelle gare, è molto competitiva. Nonostante il suo comportamento duro, a volte mostra il suo lato più buono nei confronti di alcune cose, come con Rald o nella sua cotta per il Master. Il suo sogno è quello di competere nel MotoGP.
Doppiata da Miyuki Sawashiro (giapponese).
Masago Kuroda (黒田 真砂?, Kuroda Masago)
Compagno di classe di Ruby, viene dal mondo umano. È un po' burlone e molto divertente, ma a volte viene colpito dalla sfortuna. Ha una cotta per Garnet. Vive in un appartamento insieme a Jasper e Mikage.
Doppiato da Ryōta Asari (giapponese).
Master (マスター?, Masutā)
È il proprietario dello Strawberry Cafe. È una persona tranquilla e sensibile, ma è abbastanza forte per affrontare qualsiasi situazione. Nonostante il poco senso della responsabilità, è stato collocato nella posizione del proprietario e agisce anche come capo di Garnet. Shōko aveva una cotta per lui.
Doppiato da Yōji Ueda (giapponese).
Komachi Saotome (早乙女 小町?, Saotome Komachi)
Una delle due sostenitrici di Kanon, condivide il suo stesso atteggiamento. È anche compagna di stanza di Sango.
Doppiata da Aya Hirano (giapponese).
Kaede Kikuchi (菊池 かえで?, Kikuchi Kaede)
La seconda sostenitrice di Kanon, come Komachi condivide il suo stesso atteggiamento. È anche compagna di stanza di Charotte.
Doppiata da Ai Shimizu (giapponese).
Jill Konia (ジル・コニア?, Jiru Konia)
L'insegnante della classe di terzo Grado detta Rose Kumi ("Sezione Rosa") della Sunshine Academy. È un'insegnante incredibilmente sexy ma molto severa, e a volte ha seri problemi con la Umegumi ("Sezione Prugna"). Iruka, l'insegnante della Umegumi, è molto affezionato a lei. È sempre insieme a Sango e nell'epilogo è sposata con Iruka. Il suo nome è un gioco di parole basato sulla zirconia (ジルコニア?, jirukonia), un tipo di ossido cristallino.
Doppiata da Yuki Kaida (giapponese).
Maestro Iruka (イルカ先生?, Iruka sensei)
L'insegnante della Umegumi della Sunshine Academy. È un delfino rosa che cammina con una vasca di pesci. All'inizio gli studenti lo trovano strano durante i suoi primi giorni di insegnamento. È testardo e a volte severo e sa come sostenere i suoi studenti durante i loro studi presso l'accademia. Ha una cotta per Jill e, in seguito, si sposa con lei. Iruka (海豚?) in giapponese significa "delfino", ma il suo nome è scritto in katakana.
Doppiato da Masami Iwasaki (giapponese).
Gakuto Waniyama (ワニ山ガクト?, Waniyama Gakuto)
Un coccodrillo della Umegumi e uno dei tirapiedi di Shōko. Ha una doppia personalità, che lo fa passare dal suo lato cattivo ad un comportamento da ragazzina dopo che Charotte lo ha sconfitto. Ha anche una cotta per Ruby e ama mangiarsela sempre.
Doppiato da Ryōta Asari (giapponese).
Nejikawa (ネジ川?)
Uno studente robot della Umegumi, è molto affezionato a Sapphie. Di solito serve come assistenza a lei; a volte, in fase di sperimentazione con l'installazione di progetti pericolosi nel suo corpo, cambia la sua programmazione e può fare varie trasformazioni. Finisce insieme a Sapphie nell'epilogo.
Doppiato da Jun Fukuyama (giapponese).
Mikage Shiraishi (白石 御影?, Shiraishi Mikage) / Granite (グラナイト?, Guranaito)
Mikage è un ragazzo che aiuta Ruby e Kanon ed è anche l'erede della famiglia Shirashi; è noto per la sua bravura nell'ikebana, la composizione dei fiori. La sua famiglia è molto gentile sia con Kanon che con Ruby, ma entrambi hanno avuto una seria cotta per lui, infatti loro cercano di conquistare il suo cuore e lo proteggono. Jasper è il suo rivale a causa del curry e inizia ad avere dei sentimenti per Kanon dopo che lui le dice che lei lo ama, senza sapere che lui e Kanon erano entrambi gemelli separati durante la loro nascita. Dopo l'episodio 46, si è riunito con la sua perduta sorella gemella, dopo che Kanon ha rotto il suo rapporto d'amore con lui e lui l'ha accettata come sua sorella gemella. Più tardi, ha dimostrato di avere sentimenti per Ruby e, alla fine, è diventato un Jewelpet con il nome di Granite grazie alla magia di Jewelina; da Jewelpet è un leone bianco con la criniera grigia e le orecchie blu che simboleggia la sicurezza e il coraggio, e indossa una collana blu. La sua forma di Jewelpet debutta nell'episodio 52: appare nella scena finale dell'episodio guardando Ruby, che in un primo momento pensa che lui sia un ragazzo diverso, fino a quando lo riconosce come Mikage e si precipita su di lui, abbracciandolo e chiedendogli per quale motivo non si è fatto vedere negli ultimi cinque anni, mentre piange sulle sue braccia. In seguito la perdona e i due diventano una coppia.
Doppiato da: Atsushi Tamaru (giapponese) e Nozomi Sasaki (giapponese, voce da bambino).
Junko Mihara (三原 純子?, Mihara Junko)
Junko è il capo del club giornalistico della Sunshine Academy. Introdotta nell'episodio 10, è molto appassionata del suo lavoro e fa cose drastiche per mantenere gli studenti interessati al suo giornale, tra cui creare falsi scoop. Peridot lavora con lei come sua fotografa.
Doppiata da MAKO (giapponese).
Kurara Nemoto (根本 クララ?, Nemoto Kurara)
Kurara è una studentessa dalla classe di Ruby. È una ragazza tranquilla che tiene molto a sé stessa e si siede in fondo alla classe. Nell'episodio 12, Hinata e alcuni Jewelpet trovano un suo quaderno con strani disegni e perciò sospettano che lei sia coinvolta con la Magia Nera, ma si scopre che era solo un progetto per un costume da ragazza magica che voleva fare, infatti è una cosplayer. Grazie a lei Angela guadagna la capacità di parlare. Trascorre gran parte delle giornate ad avvertire i suoi compagni di classe di una sventura imminente.
Doppiata da Nozomi Sasaki (giapponese).
Nishigori (西郡?)
Un gorilla antropomorfo che è il rappresentante di classe della Umegumi. Ha un carattere terribile, ha poca pazienza riguardo alle buffonate ed è sempre stressato a causa degli esami. La molto più pudica Opal, la vice rappresentante di classe, è la sua aiutante.
Doppiato da ?
Yaginuma (柳沼?)
Una capra che, in qualche modo a tutti ignoto, riesce ad entrare nel liceo.
Katori (香取?)
Katori è una zanzara della Umegumi. È così piccola che è invisibile per la maggior parte del tempo, e viene indicata con una freccia quando necessario. Nessuno della classe sapeva dell'esistenza di Katori, tranne il maestro Iruka. Prova qualcosa per Charotte (anche se Katori è femmina, Charotte non lo scopre mai), e ciò si accentua nell'epilogo.
Il preside drago (ドラゴン校長?, Doragon kōchō)
Il dirigente scolastico della Sunshine Academy è un grande drago rosso, in stile occidentale. La maggior parte del tempo dorme in cima all'edificio scolastico.
Doppiato da Yōji Ueda (giapponese).
Munata Neketsuita
Un leggendario pattinatore sul ghiaccio russo che trova un potenziale in Peridot e diventa suo mentore. È abbastanza appassionato e viene disegnato in uno stile che evoca i vecchi manga shōjo degli anni settanta.
Doppiato da ?
Famiglia Mizushirō
I Mizushiro sono una ricca famiglia che consiste in Kanon, suo padre e sua madre. Essi sono apparsi per la prima volta nell'episodio 34. La madre di Kanon è una donna seria, mentre il marito è più semplicistico e lei sembra essere frustrata dal marito. Per qualche misteriosa ragione, loro desiderano che Kanon stia lontano da Mikage.
Famiglia Shiraishi
I Shiraishi sono una famiglia tradizionale e ricca che possiede una scuola di composizione floreale. È composta da Mikage ed i suoi genitori. Essi debuttano nell'episodio 9. Il signor Shiraishi è un padre severo, mentre la moglie è calma e tradizionale. Essi sono anche i genitori biologici di Kanon.
Nyanjelina Jolie (ニャンジェリーナ・ジョリー?, Nyanjerīna Jorī)
Nyanjelina è una celebrità che è ammirata da Garnet. Appare personalmente in un paio di episodi. Il suo nome deriva da quello dell'attrice Anjelina Jolie fuso con nyan (ニャン?), il verso del gatto in giapponese, corrispondente a "miao".
Doppiata da ?
Kameo (カメオ?) e Fukaet (フカエット?, Fukaetto)
Kameo e Fukaet sono rispettivamente un principe e una principessa che provengono da due regni sottomarini. Sono innamorati l'uno dell'altra. Tuttavia, le loro famiglie sono in guerra. La maggior parte della saga estiva riguarda appunto Ruby e i protagonisti che aiutano Kameo a riunirsi con Fukaet.
Doppiati in giapponese da Atsushi Tomatsu (Kameo) e Haruka Kudō (Fukaet).
Dottor Utsuborg (ウツボーグ博士?, Utsubōgu hakase)
Utsuborg è una murena cyborg. È l'antagonista della saga estiva. Fu allievo di Iruka, e voleva diventare un cyborg per portare la pace nel mondo. Il suo nome deriva da utsubo (うつぼ?), che significa "murena" in giapponese, e dalla parola "cyborg".
Doppiato da Tomokazu Sugita (giapponese).

### Jewelpet Kira☆Deco!(4ª serie)
Pinku Ōmiya (大宮 ぴんく?, Ōmiya Pinku) / Pink (ピンク?, Pinku)
Membro femminile del gruppo KiraDeco 5. Nata nella prefettura di Saitama, frequenta la scuola media, finché non viene nominata. Carismatica, adora ogni cosa che luccica. Mentre è a Jewel Land, soggiorna nel negozio di Ruby, KiraKira. Pinku è un nome di persona giapponese, ma si pronuncia come la traslitterazione in katakana dell'inglese pink, "rosa".
Doppiata da Aki Toyosaki (giapponese).
Retsu Akagi (赤城 烈?, Akagi Retsu) / Red (レッド?, Reddo)
Leader del gruppo KiraDeco 5. Nato nella prefettura di Gunma, frequenta il liceo. All'interno del gruppo, è lui che trova il lato positivo delle cose. Durante il suo soggiorno a Jewel Land, vive in una casa sull'albero. Aka (赤?), primo ideogramma del cognome, significa "rosso".
Doppiato da Takuma Terashima (giapponese).
Blue Knight Ozaki (尾崎 青騎士?, Ozaki Burūnaito) / Blue (ブルー?, Burū)
Membro del gruppo KiraDeco 5. Talvolta chiamato Aokishi, è molto affascinante. Viene da Kōbe ed era un famoso cantante con molti ammiratori, fino a quando la sua fama svanì. Nel suo soggiorno a Jewel Land, diventa il maggiordomo di Garnet. Il suo nome, anche se scritto in kanji, viene pronunciato in inglese: Blue Knight, "cavaliere blu".
Doppiato da Daisuke Ono (giapponese).
Midori Akagi (赤城 緑?, Akagi Midori) / Green (グリーン?, Gurīn)
Membro del gruppo KiraDeco 5. Il più giovane e intelligente del gruppo. Fratello minore di Retsu, anche lui è nato nella prefettura di Gunma. Retsu lo tratta come un bambino. Nel suo soggiorno a Jewel Land, vive con Labra e Angela e diventa loro allievo, volendo studiare magia. Midori (緑?) significa "verde".
Doppiato da Aya Hirano (giapponese).
Kiichi Furano (富良野 黄一?, Furano Kiichi) / Yellow (イエロー?, Ierō)
Ultimo membro del gruppo KiraDeco 5. Viveva a Hokkaidō prima di unirsi al gruppo. È un gran mangione ma anche dolce e premuroso e riesce a digerire tutto ciò che mangia. Durante il soggiorno a Jewel Land, vive con Sapphie. Ki (黄?), primo ideogramma del nome, significa "giallo".
Doppiato da Yasutaka Sonoda (giapponese).
Professoressa Decorski (デコリスキー博士?, Dekorisukī hakase)
La professoressa Decorski è una scienziata che ha formato i KiraDeco 5. Di solito sostiene il gruppo tramite collegamenti con il mondo umano. Sa dell'esistenza di Jewel Land così come della calamità che sta succedendo su entrambi i mondi. Conclude i suoi discorsi con "deco" (デコッ〜?) e può a volte dare al gruppo alcuni consigli esperti. Era anche la fidanzata del Generale Oscuro fino a quando ha rotto con lui per motivi sconosciuti. Fa di tutto per impedirgli di scatenare il male nel mondo umano. Nell'ultimo episodio, lei si rivela essere lo spirito di Jewelina.
Doppiata da Ai Shimizu (giapponese).

### Jewelpet Happiness(5ª serie)
Chiari Tsukikage (月影 ちあり?, Tsukikage Chiari)
Chiari è la partner di Ruby e in alcuni casi Garnet una studentessa di terza media e frequenta la prestigiosa Jewel Academy. Pensa sempre positivo, è una ragazza semplice ma brillante, ha anche una grande sfortuna, che a volte diventa fortuna in determinate condizioni. Ha incontrato per la prima volta Ruby nella Jewel Academy, quando lei apre il Jewelpet Cafe proprio vicino all'accademia, e la sua fortuna è migliorata, anche aiutandola sulla gestione. Ruruka e Nene sono le sue migliori amiche in classe e anche le sue compagni di stanza. Chiari è anche una cheerleader per l'accademia stessa e sviluppa lentamente una cotta per Sanada.
Doppiata da: Megumi Han (giapponese).
Nene Konoe (近衛 ねね?, Konoe nene)
Nene è una compagna di stanza di Chari e compagna di classe nella Jewel Academy, ed è la partner di Sapphie. È la figlia del capo del grande magazzino. In alcuni casi, assume un ruolo di leader quando le cose sfuggono di mano a Chiari e alle sue amiche e cerca anche di gestire alcune delle attività del padre, pur essendo una studentessa. Nene ha anche dimostrato di essere una buona cuoca e ha una cotta per Mōri.
Doppiata da: Ikumi Hayama (giapponese).
Ruruka Hanayama (華山 るるか?, Hanayama Ruruka)
Anche lei cara amica di Chiari come Nene, Ruruka è una studentessa di terza media alla Jewel Academy e loro compagna di stanza ed è inoltre la partner di Labra. Sempre alla moda e piena di vita, è una ragazza molto brillante e attiva e ma il cibo. Inoltre le piace aiutare Chiari e gli altri a gestire la caffetteria.
Doppiata da: Mai Aizawa (giapponese).
Marie Hanazono (花園 まりえ?, Hanazono Marie)
Marie è una studentessa modello nella Jewel Academy e anche Rivale di Chiari. Di solito è testarda e ha sempre un carattere forte, ma tiene sempre d'occhio la persona che le piace, soprattutto Kōsuke. Si vede sempre al fianco Nobara, che si occupa di cose sospette e voci che girano nella scuola. Marie cerca disperatamente di avere una propria gemma magica e farà di tutto per conquistare la fiducia di ogni Jewelpet per averne una.
Doppiata da: Ai Shimizu (giapponese).
Nobara Kitajima (北島 のばら?, Kitajima Nobara)
Assistente di Marie e brava studentessa nella Jewel Academy. Ha sempre rispetto per gli obiettivi di Marie e prende appunti su ciò che sta accadendo, con il suo taccuino.
Doppiata da: Aya Hirano (giapponese).
Mutsumi Mochida (餅田 むつみ?, Mochida Mutsumi)
Una delle compagne di stanza di Marie, Mutsumi è molto rilassata ed esigente, ma anche molto d'aiuto per Marie. Le piace mangiare i dolci e il suo cibo preferito sono le caramelle al miele. È anche la partner di Charlotte e Aqua.
Doppiata da: Nozomi Sasaki (giapponese).
Kōsuke Sanada (真田 幸介?, Sanada Kōsuke)
Kōsuke è uno studente del primo anno di scuola superiore nella Jewel Academy e il più popolare dei quattro ragazzi in classe. Nonostante il suo bell'aspetto e l'essere un buon chitarrista, lui ammira le ragazze. Chiari ha una cotta per lui. È anche il leader del gruppo musicale della scuola.
Doppiato da: Yoshimasa Hosoya (giapponese).
Jūshirō Mōri (毛利 十四郎?, Mōri Jūshirō)
Uno dei quattro ragazzi del primo anno dell'accademia, Mōri eccelle nello sport e nell'atletica, e ha buoni riflessi essendo membro del club di tiro con l'arco della scuola. Egli è anche piuttosto goffo qualche volta ma molto d'aiuto per Sanada. Nene ha una cotta per lui.
Doppiato da: Jun Fukuyama (giapponese).
Izumi Taira (平 和泉?, Taira Izumi)
Uno dei quattro ragazzi del primo anno, Taira è il "rubacuori" dell'accademia. Ha un look carino ed è ben noto come "L'eterno bel ragazzo". Egli ha anche dimostrato che gli piacciono segretamente i Jewelpet ed è anche molto ben informato riguardo a loro, nonostante lo neghi. Piace molto a Flora.
Doppiato da: Miyuki Sawashiro (giapponese).
Takumi Asano (浅野 匠?, Asano Takumi)
Uno dei quattro ragazzi del primo anno nella Jewel Academy. Uno studente nella lista dei migliori, è molto brillante ma tuttavia delicato. È anche un maestro di scacchi, essendo un giocatore di livello nazionale e un campione.
Doppiato da: Ryohei Kimura (giapponese).
Ryōko Izumikawa (和泉川 涼子?, Izumikawa Ryōko)
La caporedattrice del giornale quotidiano dell'accademia, Ryōko è una giornalista laboriosa che proviene dalla stessa classe di Chiari. È molto ambiziosa nell'ottenere uno scoop, ma è anche di sostegno per Chiari e le sue amiche.
Doppiata da: Chinatsu Akasaki (giapponese).
Sachi Hakamada (袴田 サチ?, Hakamada Sachi)
Una delle compagne di classe di Chiari. Di solito ha poca forza di volontà, è molto debole nello sport e non le piace partecipare all'atletica dai tempi dell'asilo. Tuttavia ha ottenuto fiducia attraverso l'aiuto di Diana.
Doppiata da: Yukiyo Fujii (giapponese).
Apels Yamada (山田 アーペル?, Yamada Āperu)
Il vicepreside dell'accademia, Apels a volte è chiamato "Angelo Custode della Jewel Academy". Egli è un po' narcisista, gli piace mettersi in mostra con la sua barca cigno "Queen Swanee" e vuole anche attenzione. Jewelina a volte lo chiama "piccolo pesce" a causa delle sue tendenze e talvolta odia anche la sua barca che viene chiamata "vasino". Apels è anche una delle vittime del lavaggio del cervello della Luna Rossa.
Doppiato da: Kōji Yusa (giapponese).

### Lady Jewelpet(6ª serie)
Momona (ももな?)
Momona è una studentessa quattordicenne di scuola media che desidera che suo cugino più grande si sposi; tuttavia, a causa del suo legame con lui e non conoscendo la sua sposa, non era pienamente soddisfatta finché ha incontrato Lady Diana, ma ad un tratto si è accidentalmente teletrasportata a Jewel Land. È molto timida ma è piena di grinta, come dimostra in certe situazioni. Ruby è la sua mentore e compagna; le due vanno d'accordo durante il soggiorno di Momona a Jewel Land come candidata a Ladyjewel. Lei si impossessa di una miracolosa penna e di un Jewel Pod come prova di essere una candidata, che ha permesso a entrambe di eseguire la magia insieme. Desidera diventare una Ladyjewel dopo aver ricevuto un messaggio da Lady Diana durante la sua prima prova. Tuttavia, Momona, pensa che non ha alcuna qualità per diventare una Lady, quindi Ruby le dà un po' di coraggio per raggiungere i suoi obiettivi. Prima di riunirsi con Cayenne al Palazzo Reale, il Principe Romeo le dichiara i suoi sentimenti, che però vengono respinti: dubitava sul rapporto fra Cayenne ed Elena al punto di ingelosirsi. Elena le dice la verità su quello che è successo tra Lady Diana e Luea anni fa.
Doppiata da: Keiko Kobayashi (giapponese).
Mizuki (みずき?)
Una delle amiche di Momona e anche una candidata a Ladyjewel, è la partner umana di Garnet. Pensa che Momona non sia molto femminile: nonostante sia la verità se si considera che è molto coraggiosa e non ama le cose carine, Mizuki stessa ha alcune cattive maniere a tavola e odia estremamente gli insetti. È una ragazza molto affidabile e un'amica di supporto per Momona e gli altri. Il suo desiderio di diventare una Ladyjewel è nato quandone ha incontrata una (che si pensa sia Lady Boot) che l'ha salvata quando si era persa nella foresta: lei divenne determinata a diventare una Lady quando sarebbe cresciuta. Si è accennato che sia interessata al principe Soarer.
Doppiata da: Eri Sendai (giapponese).
Karon (かろん?)
Una delle amiche di Momona e anche una candidata a Ladyjewel, è la partner umana di Sapphie. È un po' timida, ma è amichevole e di buon cuore, soprattutto con i suoi amici, ma si concentra di più sui suoi studi. Di solito va d'accordo con Mizuki e Momona mentre Sapphie, suo mentore, la ispira a fare del suo meglio per essere una Lady. Karon ama anche leggere i romanzi e vuole infatti diventare scrittrice quando crescerà. Ha una sorella maggiore di nome Ellis. Il desiderio di Karon di diventare una Ladyjewel nasce dopo che ha incontrato Sapphie per la prima volta: le disse che non è sbagliato seguire i suoi sogni e che può essere una meravigliosa eroina come quella del libro che ha letto da piccola.
Doppiata da: Miki Shimomura (giapponese).
Lillian (リリアン?, Ririan)
Rivale di Momona e candidata a Ladyjewel, è la partner umana di Rua. Benché misteriosa e molto calma, ha problemi di gelosia nei confronti di Momona. Può essere acida nei confronti di Momona per quanto riguarda la questione sentimentale con Cayenne, mentre considerando Luea come la sua migliore amica e socia, è anche influenzata negativamente da Lei a causa della sua voglia di vincere. Lillian è determinata a fare qualsiasi cosa per ottenere il titolo di Ladyjewel così come l'affetto di Cayenne, essendo svelato che sono anime gemelle destinate a separarsi. Dopo viene rivelato che lei e Cayenne sono fratelli e in questo modo si risolve la rivalità con Momona ad una condizione: che le permetterà di stare con Cayanne finché Momona non sarà in grado di dimostrare a se stessa di essere una vera Lady. Dopodiché sviluppa sentimenti per il Principe Miura, il che rende Luea preoccupata. Con l'aprire i suoi sentimenti verso tutti, Lillian diventa più solidale e più di una sorella maggiore per Momona e gli altri. Ha anche un passato misterioso che non riesce a ricordare, e si collega al suo Jewelpet Partner. È poi svelato che Lillian è originariamente una bambola di Lady Diana, che ha usato in una delle sue prove. Tuttavia, in un momento sfortunato, è stata abbandonata dopo che Lady Diana ha lasciato il Palazzo Jewel e Luea, costringendola a usare la sua magia per rianimare la bambola e portarla alla vita mentre impianta falsi ricordi nella sua mente, cosa che spiega perché Luea è così ossessionata da Lillian e perché la tratta come una bambola. Si scopre, in seguito, che lei è la falsa Lady su cui Miura ha indagato ultimamente. Nonostante tutto questo, Miura la ama ancora molto, al punto di cercare di proteggerla dal suo mentore.
Doppiata da: Risa Taneda (giapponese).
Cayenne (カイエン?, Kaien)
Uno dei principi di Jewel Land, è il primo ragazzo che Momona ha incontrato durante la sua prova. I suoi sguardi sono del tutto simili a quelli del cugino di Momona, ma ha una personalità diversa. È molto di sostegno per Momona e la aiuta in ogni modo possibile. Lillian e Momona hanno avuto una cotta per lui. Cayenne è molto di supporto per Momona e la aiuta in ogni modo possibile, ma a volte non la considera per niente come una Lady. Egli è molto concentrato sui suoi studi, in particolare sul fatto che ha scelto di studiare presso il Palazzo Reale al fine di essere re. Momona ha sviluppato alcuni problemi a causa sua durante il loro primo bacio, e si svilupperà presto una relazione l'uno con l'altra, mentre Lillian ha una cotta per lui al punto di sviluppare gelosia nei confronti di Momona. Viene svelato che Lillian e Cayenne sono anime gemelle destinate a separarsi, e in seguito si scopre che sono fratelli. Tuttavia questo si rivela essere falso, perché in primo luogo lui non ha veramente un fratello né sorella più giovane, e lui e Lillian non sono correlati. Nell'episodio 15, ha rivelato il suo amore a Momona, prima di partire per il Palazzo Reale. Più avanti nella serie, riappare accanto a una donna misteriosa che avverte Momona e gli altri circa la strana presenza oscura sul posto di lavoro. Riunito a Momona, Cayenne è sospettoso su come Miura è al corrente di alcune cose e scopre che Miura sta indagando su Lillian. Probabilmente Cayenne conosce la verità su Lillian.
Doppiato da: Kenji Nojima (giapponese).
Romeo (ロメオ?)
Il più saggio e popolare tra tutti i principi candidati, Romeo è il rivale di Cayenne per diventare re. È un vero gentiluomo nei confronti delle donne ma al contempo competitivo verso Cayenne, nonostante i due vadano molto d'accordo. Ammira molto Momona le altre Petit Ladies e fa commenti positivi su alcune abilità, ma ha una relazione leggermente amara con Miura. Prima che Lady Momona si unisca al Palazzo Reale, confessa il suo amore durante il test, ma viene respinto. Subito dopo il test, Romeo viene manipolato dalla magia di Luea e inizia a non controllarsi più attaccando tutti al giardino. Ma Romeo, in lotta per la giustizia, riesce a vincere contro la magia nera e viene accettato per andare al Palazzo Reale insieme al principe Miura.
Doppiato da: Takashi Kondō (giapponese).
Levin (レビン?, Rebin)
Il più giovane di tutti i principi candidati. È molto allegro e intelligente ma più arrogante rispetto agli altri principi. A volte prende in giro Cayenne riguardo al suo rapporto con Momona. Ha una cotta per Karon, ma lei non si accorge mai dei suoi sentimenti. Con l'andare avanti della serie, i due diventano molto più vicino l'uno all'altra e poi lui dichiara i suoi sentimenti per Karon. Al Jewel Festival, gli propone di essere il suo ragazzo e lei accetta quasi subito.
Doppiato da: Miyuki Sawashiro (giapponese).
Soarer (ソアラ?, Soara)
Il più analitico di tutti i principi, Soarer è l'ultimo dei candidati. È molto tranquillo, ma intelligente, e spesso analizza l'ambiente circostante durante ogni esame. È molto bravo nella scherma e Mizuki è interessata a lui. Durante uno dei test, prima che Momona, Lillian, Romeo e Miuraha partano per il Palazzo Reale, dà a Mizuki un anello di diamanti come regalo di Natale.
Doppiato da: Seiichirō Yamashita (giapponese).
Miura (ミウラ?)
Un misterioso principe candidato rinchiuso in una stanza per ragioni sconosciute, viene trasferito al Jewel Palace dopo che Cayenne se n'è andato. La cattura e chiusura in cella è dovuta alla sua cattiva condotta, ma la sua vera identità è avvolta nel mistero anche per le Petit Ladies. È un ragazzo molto tranquillo ma a volte sfacciato, e gli piace provocare la gente. Prova ad attirare l'attenzione di Momona molto spesso, anche se le ragioni non sono abbastanza chiare a lei. Dopo viene rivelato che la ragione per cui si trova confinato è prima di tutto il fatto che, anche se ha avuto buoni voti agli esami, ha commesso qualche errore. Lillian inizia a innamorarsi di lui, rendendo Luea preoccupata. Nonostante sia molto intimidatorio, è piuttosto amichevole e talvolta sa mantenere i segreti che circondano sia Momona che Lillian. Si è visto con il suo Jewelpad rosso che ha un sistema di intelligenza artificiale chiamato Iota installato dentro, che racconta a Miura riguardo alle relazioni di ogni Petit Lady e i piani per raggiungere il suo obiettivo di diventare re. Miura indaga su un Lady non registrata che si rivela essere Lillian, e rimane scioccato quando lo scopre. Miura inizia a innamorarsi di Lillian, e qualche volta inizia ad arrossire quando la vede.
Doppiato da: Kenn (giapponese).
Boot (ブート?, Būto)
Boot è una custode adulta del Jewel Palace. Si veste da militare ed è molto energica ed entusiasta. È anche conosciuta come Lady Conductor e istruisce le Petit Ladies per il loro prossimo test. Non ama utilizzare ombrelli e di solito le piace la pioggia. Si pensa che sia la persona che ha salvato Mizuki quando era piccola. Boot era anche una Lady candidata durante la sua gioventù.
Doppiata da: Miyuki Sawashiro (giapponese).
Elena (エレナ?, Erena)
Una Petit Lady che attualmente studia nel Palazzo Reale, è la partner umana di Rossa. Molto dotata e dalla mente calma, Elena è molto di supporto per Momona ed è brava ad utilizzare i tarocchi per prevedere la fortuna. È molto sospettosa circa gli strani incidenti che ruotano attorno al Jewel Palace, in particolare gli attacchi. Di solito lavora fianco a fianco con Cayenne, e si è dimostrata essere potente nella magia.
Doppiata da: Mikako Takahashi (giapponese).
Ellis (えりす?, Erisu)
La sorella maggiore di Karon, si hanno poche informazioni su di lei.
Doppiata da: Eriko Nakamura (giapponese).
Iota (イオタ?, Iota)
Iota è un'Intelligenza Artificiale e assistente di Miura. Installato nel suo Jewelpad come ricercatore di indizi legati ai personaggi principali, gli darebbe un vantaggio negli esami. La sua forma umana è apparsa nell'episodio 33.
Doppiato da: Masashi Ebara (giapponese).
Claire (クレア?, Kurea)
L'attuale detentrice del titolo Lady Jewel (レディ・ジュエル?, Redi Jueru) e Governatrice di Jewel Land. È una figura di sostegno per gli abitanti di Jewel Land e tutte le Petit Ladies e i principi candidati. Quando era più giovane, lei e Diana erano molto amiche ed entrambe erano considerate le Top Ladies. Tuttavia, prima che Lady Diana scappasse, le ha chiesto di prendere il titolo di Lady Jewel al suo posto perché non voleva sposare qualcuno che non fosse Alto. Lei assegna di solito ai candidati la loro prova attraverso messaggi, utilizzando la penna proiettore.
Doppiata da: Aya Hirano (giapponese).
Diana (ダイアナ?, Daiana)
La cognata di Momona, Diana è la moglie del Principe Alto e colei che suggerisce a Momona di candidarsi a Lady Jewel. Era la partner umana di Luea qualche anno fa e una delle Top Ladies insieme a Claire. Amava molto Alto e la proposta di matrimonio che lui le fece la rese felice. Tuttavia, quando Alto rinunciò ad essere un candidato, Diana chiese a Claire di essere Lady Jewel al suo posto perché lo amava, e non sarebbe diventata Lady Jewel se questo significava sposare qualcun altro. Scappò e lasciò dietro di sé la sua preziosa bambola e Luea, facendola diventare depressa e rancorosa.
Doppiata da: Aki Toyosaki (giapponese).
Alto (アルト?, Aruto)
Cugino di Momona più grande di lei e marito di Diana, era il principe candidato che lei desiderava. Prima dell'inizio della storia, Alto propose a Diana di sposarlo durante il loro appuntamento, benché lui non fosse un buon principe. Entrambi si fecero un giuramento eterno nel museo dei carillon nella Jewel Mountain, ottenendo un carillon che Luea aveva nascosto anni prima. Tuttavia, Alto non aveva le qualità per diventare re e rinunciò, facendo sì che anche Diana rinunciasse e scappasse con lui.
Doppiato da: Ryūichi Kijima (giapponese).
Lecter (レクター?, Rekutā)
Una dei custodi del Jewel Palace e un tempo partner umana di Larima, Lady Lecter è una donna graziosa ed elegante che si prende cura delle Petit Ladies nel palazzo. Quando era più giovane, Lecter era una delle precedenti Petit Ladies che ammiravano Lady Diana dato che era la Top Lady, e cercavano di essere all'altezza del suo rango. Quando è stata eletta la nuova Lady Jewel, diventò custode del Jewel Palace. Ha una personalità premurosa ma severa nei confronti delle Ladies.
Doppiata da: Miyuki Sawashiro (giapponese).
King Crown (キングクラウン?, Kingu Kuraun)
L'attuale Re di Jewel Land e il marito di Claire.
Doppiato da: Jun Fukuyama (giapponese).
Joker (ジョーカー?, Jōkā)
Il principale antagonista della serie, è una misteriosa figura ammantata che lavora con Luea. Egli le dà ordini per una sconosciuta causa, e porta Lillian in vita come candidata a Lady Jewel. Rimanendo di solito nell'ombra, usa il Jewelpad di Luea per provocare il caos intorno al Jewel Palace. In realtà si tratta di Lecter, triste a causa di Diana che è stata eletta Top Lady. Divenne ancora più depressa dopo che Alto e Diana fuggirono e Claire divenne Lady Jewel, risvegliando così un desiderio di vendetta. Dopo che una strana ombra scura la possedeva cercando di utilizzare il cosiddetto "Final Wand", Lecter si suicida, pugnalandosi al cuore prima che potesse farlo.
Beast (ビースト?, Bīsuto)
I veri antagonisti principali della serie, le Beast sono mostri che hanno avuto origine dalla Porta del caos, che rappresentava la tristezza umana e la disperazione.

### Jewelpet Magical Change(7ª serie)
Airi Kirara (雲母 あいり?, Kirara Airi)
È la protagonista della serie di 14 anni, e anche il partner umano di Ruby, Labra, Luna e Larimar. Lei è la figlia di un detective privato che crede all'esistenza di Jewel Land e dei Jewelpet. Ha incontrato Ruby all'età di 7 anni, e le ha chiesto di fare una magia per lei. Vive attualmente con i 4 Jewelpet e con il fratello maggiore. Anche se molto gentile, lei ha acquisito capacità di detective ereditate da suo padre che è, effettivamente, un investigatore privato. Airi utilizza la sua magica pietra, indossata come collana, in determinate situazioni, che permette ai Jewelpet di cambiare aspetto e di assumere sembianze umane.
Doppiata da: Ari Ozawa (Giapponese)
Sakutaro Kirara (雲母 朔太郎?, Kirara Sakutarō)
Sakutaro è il fratello maggiore di Airi, di 17 anni, e frequenta il secondo anno di scuola superiore. Molto analitico e ambizioso, di solito crea invenzioni per la famiglia e ritiene che non c'è nulla che non possa essere risolto dalla scienza. Anche se indossa quasi sempre gli occhiali, ha gli occhi verdi e Laura ha una cotta per lui.
Doppiato da: Kōtarō Nishiyama (Giapponese)
Laura Fukuouji (福王寺 ローラ?, Fukuouji Rōra)
Una ragazza di 14 anni e anche amico di infanzia di Airi proveniente dalla Francia, è anche l'erede della Fukuouji Zaibatsu. Tornò in Giappone per rivedere Airi e di solito ha uno strano rapporto con Luea. Laura è una ragazza giovane e altezzosa ma si dà anche molte arie affermando di essere superiore a tutti. Spesso vuole che le cose vadano a modo suo. Ha una cotta per il fratello di Airi, Sakutaro Kirara.
Doppiata da: Rui Tanabe (Giapponese)
Mittermeyer Kato (ミッターマイヤー加藤?, Mittāmaiyā Katō)
Il servo di Laura.
Doppiato da: Eriko Matsui (Giapponese)
Nene (ねね?, Nene)
Uno degli amici più stretti di Airi, è una ragazza con gli occhiali che porta le lentiggini sul viso.
Doppiata da Amina Satō (Giapponese)
Sumire (スミレ?, Sumire)
Apparsa per la prima volta nell'episodio 9, lei è una studentessa divenuta amica di King dopo la sua comparsa nel mondo umano.
Doppiata da: Sumire Morohoshi (Giapponese)
Miya (ミヤ?, Miya)
Apparsa per la prima volta nell'episodio 11, lei è un Kappa femmina che Airi ha incontrato nella foresta.
Doppiata da: Haruka Yoshimura (Giapponese)
Oyakata (親方?, Oyakata)
Il proprietario del ristorante "Denden Sushi", lavora con Peridot durante il suo soggiorno nel mondo umano.
Doppiato da: Tetsu Inada (Giapponese)
Watermelon Kanjin (スイカ怪人?, Suika kaijin)
Un gruppo di soldati a forma di angurie che Sapphie ha creato in un'isola deserta modificando le piante. Di solito sono deboli e ritornano normali cocomeri quando vengono abbattuti.